# Selección de fútbol de Chile
La selección de fútbol de Chile, también conocida como la Roja, término afianzado en la década de 1980, es el equipo representativo de dicho país en la categoría masculina de fútbol, la tercera selección nacional más antigua de América y una de las veinte más antiguas del mundo —disputó su primer partido internacional el 27 de mayo de 1910 ante Argentina—. Su organización está a cargo de la Federación de Fútbol de Chile (FFCh), creada en 1895, afiliada a la FIFA desde 1913 y una de las cuatro fundadoras de la Confederación Sudamericana de Fútbol (Conmebol) en 1916.
A nivel absoluto, ha participado en nueve de las 22 Copas Mundiales (1930, 1950, 1962, cuando fue el anfitrión; 1966, 1974, 1982, 1998, 2010 y 2014), torneo en el que obtuvo el tercer lugar en 1962, el principal logro del fútbol chileno. Ha competido en una Copa Confederaciones, donde fue subcampeón en 2017, en 41 de las 48 ediciones de la Copa América, torneo que ha ganado en dos ocasiones (2015 y 2016), y en dos de las tres ediciones del Campeonato Panamericano de Fútbol, donde fue subcampeón en 1952. Su mejor puesto en la Clasificación Mundial de la FIFA ha sido el tercero en 2016.
A nivel juvenil, la selección sub-20 ha participado en seis de las 23 Copas Mundiales (1987, cuando actuó de local; 1995, 2001, 2005, 2007 y 2013) y la selección sub-17, en cinco de las 19 Copas Mundiales (1993, 1997, 2015, cuando la albergó; 2017 y 2019), en las que sus mejores resultados han sido dos terceros lugares: en la sub-17 de 1993 y en la sub-20 de 2007. En los Juegos Olímpicos de verano, ha competido en cuatro de las 24 ediciones —con la selección absoluta (1928), selección aficionada (1952), selección juvenil (1984) y selección sub-23 (2000)—, consiguiendo en la última la medalla de bronce.
Con estos logros, es —junto con las selecciones masculinas de Alemania, Argentina, Brasil, España y Francia— una de las que ha subido al podio en la historia de los cinco campeonatos de nivel global: los Mundiales absoluto, sub-20 y sub-17, así como los torneos confederativo y olímpico.
Su sede local es el Estadio Nacional Julio Martínez Prádanos, ubicado en la comuna de Ñuñoa en la ciudad de Santiago. Se entrena y se concentra en el Complejo Deportivo Juan Pinto Durán, situado en la comuna de Macul en la capital chilena. Su hinchada es conocida como Marea Roja.

## Historia

### Primer partido internacional
Jugó su primer encuentro internacional un amistoso preparatorio para la disputa de la Copa Centenario Revolución de Mayo en Buenos Aires el 27 de mayo de 1910 ante la selección argentina, que ganó el partido 3:1.
| 27 de mayo de 1910                                                  | Argentina                         | 3:1 (2:1) | Chile       | Belgrano Athletic Club, Belgrano, Buenos Aires             |                                                            |
|                                                                     | Viale 38' · Susán 43' · Hayes 68' |           | Simmons 11' | Asistencia: 6200 espectadores Árbitro(s): Armando Bergalli | Asistencia: 6200 espectadores Árbitro(s): Armando Bergalli |
| Primer partido y primer gol en la historia de la selección chilena. |                                   |           |             |                                                            |                                                            |

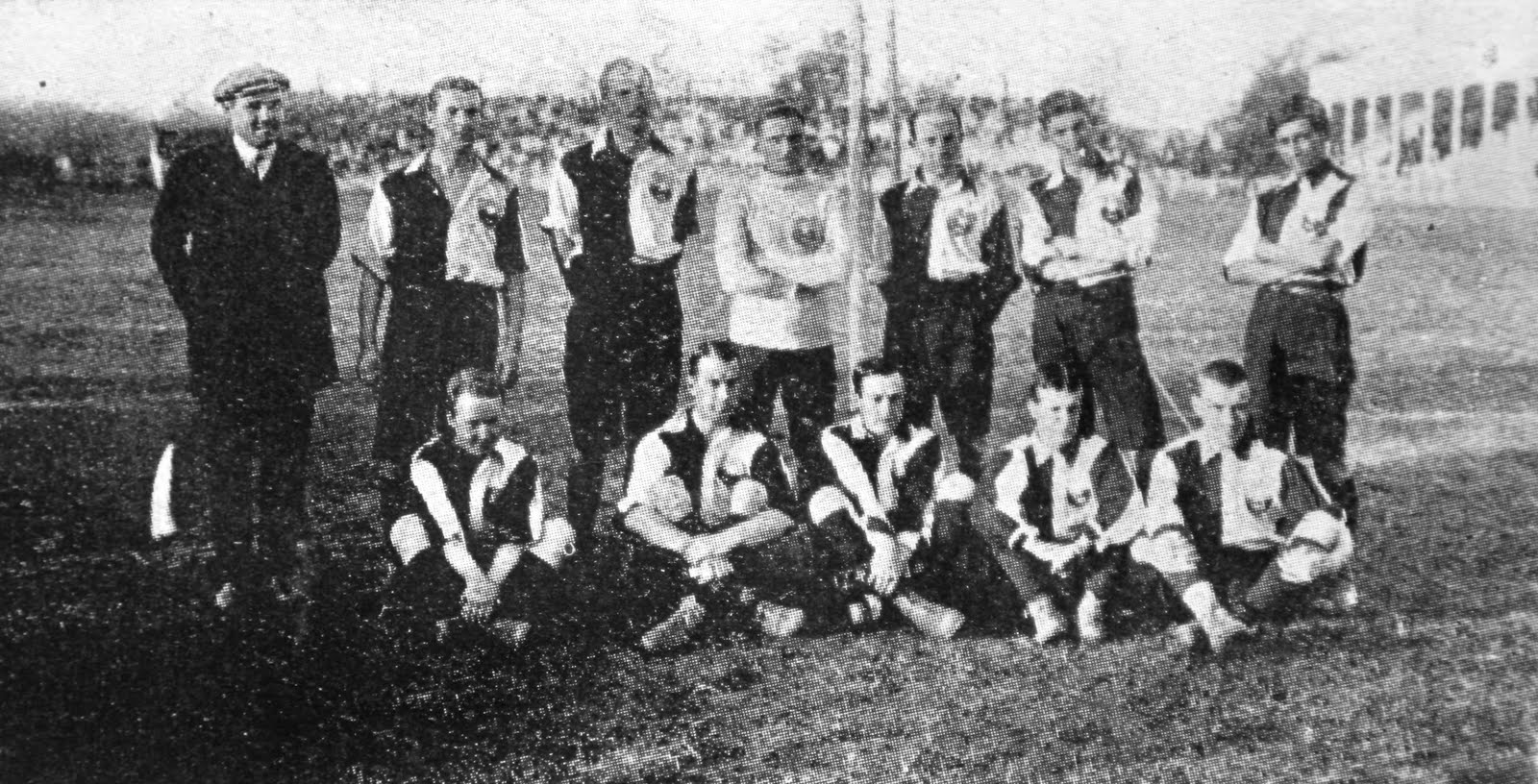
Formación de la selección chilena el 5 de junio de 1910. De izq. a der.: (atrás) Funcionario, J. MacWilliams, E. F. Ashe, L. C. Gibson, Carlos Hormazábal, Henry Allen, Próspero González; (adelante) "Joe" Robson, Colin Campbell, Heriberto Sturgess, J. P. Davidson y J. H. Hamilton.

Argentina: Enrique Rojo (C.A. Estudiantes); Santiago Gallino (Club de Gimnasia y Esgrima La Plata), Arturo Chiappe (C.A. River Plate); Luis Vernett Amadeo (Club de Gimnasia y Esgrima La Plata), Haroldo Grant (Belgrano A.C.), Armando Ginocchio (C.A. Newell's Old Boys); Elías Fernández (C.A. River Plate), Maximiliano Susán  (C.A. Estudiantes), Juan Enrique Hayes (C.A. Rosario Central), Manuel González (C.A. Newell's Old Boys) y José Viale (C.A. Newell's Old Boys).
Chile: L. C. Gibson (Valparaíso F.C.); Luis Barriga (Santiago National F.C.), Andrés Hoyl (Badminton F.C.); Carlos Hormazábal (Magallanes), Henry Allen  (Unión F.C.), Próspero González (Arco Iris F.C.); J. P. Davidson (Badminton F.C.), Frank Simmons (Badminton F.C.), Colin Campbell (Santiago National F.C.), J. H. Hamilton (Valparaíso F.C.) y Arturo Acuña (Santiago Wanderers).
Incidencia: 30’ L. C. Gibson contuvo un penal a Armando Ginocchio.
Existe una controversia con respecto a este encuentro. Según una investigación, la selección argentina no era tal, sino un combinado que se iba a medir con Alumni. En el programa de la semana del 25 de mayo de 1910, el diario La Argentina había informado que se medían «Combinados v. Chilenos» y aclarado que «el team que jugará contra los chilenos es el combinado que iba a jugar contra Alumni». Es por esto que, si bien no hay duda de que este es el primer partido de la selección chilena, no es el primer partido que debiese ser considerado como partido internacional clase 'A', el cual debiese ser el disputado el 29 de mayo contra Uruguay, que resultó 3:0 en favor de los uruguayos. De todos modos, la Federación de Fútbol de Chile (ANFP), la FIFA, la IFFHS y la RSSSF consideran el partido disputado el 27 de mayo de 1910 como el primer partido oficial internacional clase 'A' de la selección chilena. El primero de carácter oficial, lo jugó ante Uruguay el 2 de julio de 1916 en la misma ciudad durante el Campeonato Sudamericano 1916, cuando cayó 4:0, correspondiente al partido inaugural de la primera edición.

### Copa Mundial de Uruguay 1930

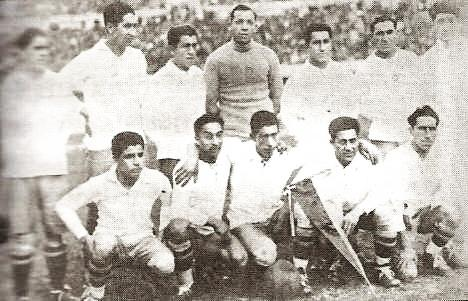
La selección chilena antes de un partido del Mundial.

La I Copa Mundial de Fútbol fue la única realizada sin un proceso de clasificación previo. Todo equipo afiliado a la FIFA fue invitado a competir en el torneo, inicialmente pensado para albergar a 16 participantes. El torneo comenzó el 13 de julio de 1930 con trece participantes, entre los cuales estaba Chile.
El húngaro György Orth dirigió la selección chilena, que fue parte del Grupo A junto con Argentina, Francia y México. En su encuentro de debut, el 16 de julio, Chile venció 3-0 a la selección mexicana. Tres días más tarde, venció 1-0 a la francesa. Los chilenos poseían los mismos puntos que la selección argentina, por lo cual el último partido, disputado el 22 de julio, significaba la definición del líder del grupo. En un encuentro ante 1000 espectadores en el Estadio Centenario de Montevideo, Argentina se puso en ventaja a los 12 min gracias a un gol de Stábile, quien nuevamente marcó en el minuto 14. El chileno Subiabre puso el descuento con un gol a los 15 min. Finalmente el encuentro terminó 3-1 a favor de Argentina, tras un gol de Evaristo en el minuto 51. Con este resultado, Chile quedó en el 2.º lugar de la clasificación del Grupo A, lo que le impidió acceder a las semifinales del torneo. Chile acabó en el 5.º puesto de la clasificación final.
| Equipo    | Pts | PJ | PG | PE | PP | GF | GC | Dif |
| --------- | --- | -- | -- | -- | -- | -- | -- | --- |
| Argentina | 6   | 3  | 3  | 0  | 0  | 10 | 4  | 6   |
| Chile     | 4   | 3  | 2  | 0  | 1  | 5  | 3  | 2   |
| Francia   | 2   | 3  | 1  | 0  | 2  | 4  | 3  | 1   |
| México    | 0   | 3  | 0  | 0  | 3  | 4  | 13 | –9  |

| 16 de julio de 1930, 14:45 | Chile                              | 3:0 (2:0) | México | Estadio Parque Central, Montevideo                         |                                                            |
|                            | Vidal 3', 65' · M. Rosas 52' (ag.) | Reporte   |        | Asistencia: 9249 espectadores Árbitro(s): Henry Christophe | Asistencia: 9249 espectadores Árbitro(s): Henry Christophe |

| 19 de julio de 1930, 12:50 | Chile        | 1:0 (0:0) | Francia | Estadio Centenario, Montevideo                          |                                                         |
|                            | Subiabre 65' | Reporte   |         | Asistencia: 2000 espectadores Árbitro(s): Aníbal Tejada | Asistencia: 2000 espectadores Árbitro(s): Aníbal Tejada |

| 22 de julio de 1930, 14:45 | Argentina                       | 3:1 (2:1) | Chile        | Estadio Centenario, Montevideo                            |                                                           |
|                            | Stábile 12', 13' · Evaristo 51' | Reporte   | Subiabre 15' | Asistencia: 41 459 espectadores Árbitro(s): Jean Langenus | Asistencia: 41 459 espectadores Árbitro(s): Jean Langenus |

Plantilla
| - Arqueros: (César Espinoza), Roberto Cortés. - Defensas: Ernesto Chaparro, Guillermo Riveros, Ulises Poirier, Víctor Morales. - Mediocampistas: Arturo Torres, Casimiro Torres, Guillermo Saavedra, Humberto Elgueta. - Delanteros: (Arturo Coddou), Carlos Schneberger , Carlos Vidal, Eberardo Villalobos, Guillermo Arellano, Guillermo Subiabre, (Horacio Muñoz), Juan Aguilera, Tomás Ojeda. - Entrenador: György Orth. |

Las Copas Mundiales fueron suspendidas en 1942 y 1946, respectivamente por el desarrollo y las consecuencias de la Segunda Guerra Mundial (1939-1945).

### Copa Mundial de Brasil 1950
En 1950 Chile accedió a la IV Copa Mundial de Fútbol, disputada en Brasil con 13 equipos participantes. El equipo dirigido por el local Alberto Buccicardi y capitaneado por el portero Sergio Livingstone cosechó dos derrotas por 2:0 en el Grupo B, primero ante Inglaterra y luego ante España. En el último partido la selección goleó a su similar de Estados Unidos por 5:2 y terminó en el 9.º lugar de la clasificación final.
| Equipo         | Pts | PJ | PG | PE | PP | GF | GC | Dif |
| -------------- | --- | -- | -- | -- | -- | -- | -- | --- |
| España         | 6   | 3  | 3  | 0  | 0  | 6  | 1  | 5   |
| Inglaterra     | 2   | 3  | 1  | 0  | 2  | 2  | 2  | 0   |
| Chile          | 2   | 3  | 1  | 0  | 2  | 5  | 6  | –1  |
| Estados Unidos | 2   | 3  | 1  | 0  | 2  | 4  | 8  | –4  |

| 25 de junio de 1950, 15:00 | Inglaterra                  | 2:0 (1:0) | Chile | Estadio Maracaná, Río de Janeiro                               |                                                                |
|                            | Mortensen 39' · Mannion 51' | Reporte   |       | Asistencia: 29 703 espectadores Árbitro(s): Karel van der Meer | Asistencia: 29 703 espectadores Árbitro(s): Karel van der Meer |

| 29 de junio de 1950, 15:00 | España                 | 2:0 (2:0) | Chile | Estadio Maracaná, Río de Janeiro                            |                                                             |
|                            | Basora 17' · Zarra 30' | Reporte   |       | Asistencia: 19 790 espectadores Árbitro(s): Alberto Malcher | Asistencia: 19 790 espectadores Árbitro(s): Alberto Malcher |

| 2 de julio de 1950, 15:00 | Chile                                                     | 5:2 (2:0) | Estados Unidos                | Estadio Ilha do Retiro, Recife                           |                                                          |
|                           | Robledo 16' · Cremaschi 32', 60' · Prieto 54' · Riera 82' | Reporte   | Wallace 47' · Maca 48' (pen.) | Asistencia: 8501 espectadores Árbitro(s): Mário Gardelli | Asistencia: 8501 espectadores Árbitro(s): Mário Gardelli |

Plantilla
| - Arqueros: (René Quitral), Sergio Livingstone . - Defensas: Arturo Farías, Fernando Roldán, (Francisco Urroz), Manuel Álvarez, Manuel Machuca, (Miguel Flores). - Mediocampistas: Carlos Rodolfo Rojas, (Fernando Roldán), Hernán Carvallo, Miguel Busquets, (Osvaldo Saez). - Delanteros: Andrés Prieto, Atilio Cremaschi, Carlos Ibáñez, Fernando Riera, Guillermo Díaz, Jorge Robledo, Luis Lindorfo Mayanés, Manuel Muñoz, (Raimundo Infante). - Entrenador: Alberto Buccicardi. |

En los años 1950 surgieron jugadores como el carrilero izquierdo Isaac Carrasco y el mediocampista Enrique Hormazábal, quienes destacaron en la selección chilena que jugó dos finales de la Copa América en 1955 y 1956 con el técnico Luis Tirado.

### Copa Mundial de Chile 1962

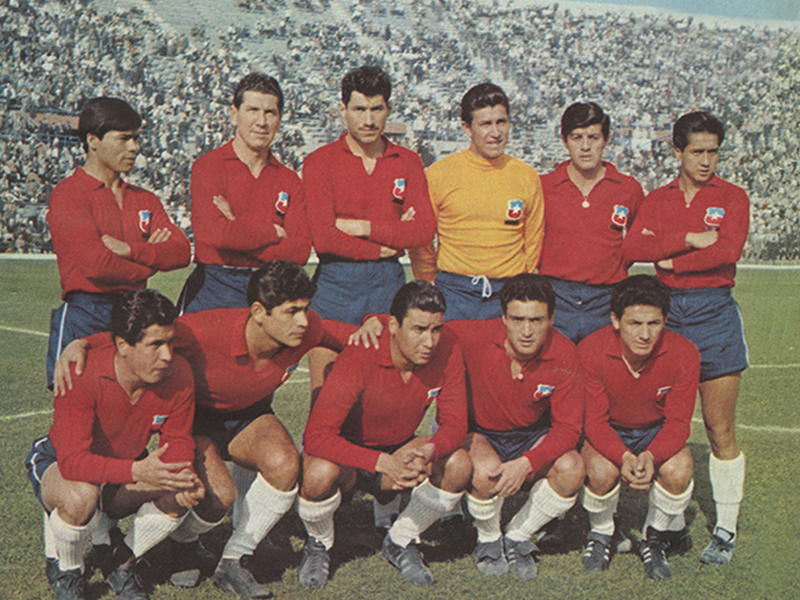
Formación de Chile en el Mundial de 1962.

Fernando Riera dirigió a la selección de Chile de cara al VII evento mundialista a realizarse en el mismo país en 1962 con 16 equipos participantes.
En los partidos del Grupo B (formado por Chile, Alemania Federal, Italia y Suiza), la selección chilena obtuvo dos triunfos y una derrota. En el primer partido, Chile venció por 3:1 a Suiza. El partido entre Chile e Italia, denominado en Europa como la «batalla de Santiago», se caracterizó por el estilo defensivo y muy violento por parte de ambos equipos; el marcador acabó 2:0 a favor de Chile. La derrota ante Alemania Federal por 0:2 dejó al combinado chileno en la segunda posición, situación que los llevó a enfrentarse a la Unión Soviética por cuartos de final.
En el partido de cuartos de final, jugado en la ciudad de Arica, Chile venció a los campeones de la Eurocopa de 1960 por 2:1, resultado que los condujo a semifinales, donde Chile enfrentó a Brasil, campeón vigente de la Copa Mundial, y fueron vencidos por 4:2 en un partido que arrojó como expulsados a Honorino Landa por Chile y a Garrincha por Brasil. Finalmente, en la definición por el tercer lugar, Chile venció 1:0 a Yugoslavia gracias a un gol en el último minuto del centrocampista Eladio Rojas. Hasta el momento, este ha sido su principal logro a nivel mundial.
Los jugadores chilenos integraban clubes locales. Los más destacados fueron el puntero izquierdo Leonel Sánchez, quien fue uno de los goleadores del torneo con cuatro tantos, el defensa Raúl Sánchez, el volante Jorge Toro, el centrocampista Eladio Rojas, el lateral derecho Luis Eyzaguirre y el polifuncional Jaime Ramírez. Fernando Riera se convirtió en el «mejor técnico en la historia de la selección chilena» porque realizó su mayor reforma y subió al podio mundial.
| Equipo           | Pts | PJ | PG | PE | PP | GF | GC | Dif |
| ---------------- | --- | -- | -- | -- | -- | -- | -- | --- |
| Alemania Federal | 5   | 3  | 2  | 1  | 0  | 4  | 1  | 3   |
| Chile            | 4   | 3  | 2  | 0  | 1  | 5  | 3  | 2   |
| Italia           | 3   | 3  | 1  | 1  | 1  | 3  | 2  | 1   |
| Suiza            | 0   | 3  | 0  | 0  | 3  | 2  | 8  | –6  |

| 30 de mayo de 1962, 15:00 | Chile                          | 3:1 (1:1) | Suiza        | Estadio Nacional, Santiago                                |                                                           |
|                           | Sánchez 44', 55' · Ramírez 51' | Reporte   | Wuethrich 6' | Asistencia: 65 006 espectadores Árbitro(s): Kenneth Aston | Asistencia: 65 006 espectadores Árbitro(s): Kenneth Aston |

| 2 de junio de 1962, 15:00                  | Chile                  | 2:0 (0:0) | Italia | Estadio Nacional, Santiago                                |                                                           |
|                                            | Ramírez 73' · Toro 87' | Reporte   |        | Asistencia: 66 057 espectadores Árbitro(s): Kenneth Aston | Asistencia: 66 057 espectadores Árbitro(s): Kenneth Aston |
| Ver Batalla de Santiago para más detalles. |                        |           |        |                                                           |                                                           |

| 6 de junio de 1962, 15:00 | Alemania Federal                  | 2:0 (1:0) | Chile | Estadio Nacional, Santiago                                  |                                                             |
|                           | Szymaniak 21' (pen.) · Seeler 82' | Reporte   |       | Asistencia: 67 224 espectadores Árbitro(s): Robert Davidson | Asistencia: 67 224 espectadores Árbitro(s): Robert Davidson |

Cuartos de final
| 10 de junio de 1962 | Chile                   | 2:1 (2:1) | Unión Soviética | Estadio Carlos Dittborn, Arica                       |                                                      |
|                     | Sánchez 11' · Rojas 29' |           | Chislenko 26'   | Asistencia: 17 268 espectadores Árbitro(s): Leo Horn | Asistencia: 17 268 espectadores Árbitro(s): Leo Horn |

Semifinales
| 13 de junio de 1962, 14:30 | Brasil                            | 4:2 (2:1) | Chile                         | Estadio Nacional, Santiago                                  |                                                             |
|                            | Garrincha 9', 32' · Vavá 47', 78' | Reporte   | Toro 42' · Sánchez 61' (pen.) | Asistencia: 76 500 espectadores Árbitro(s): Arturo Yamasaki | Asistencia: 76 500 espectadores Árbitro(s): Arturo Yamasaki |

Tercer lugar
| 16 de junio de 1962, 14:30 | Chile     | 1:0 (0:0) | Yugoslavia | Estadio Nacional, Santiago                                   |                                                              |
|                            | Rojas 90' | Reporte   |            | Asistencia: 67 000 espectadores Árbitro(s): Juan Gardeazábal | Asistencia: 67 000 espectadores Árbitro(s): Juan Gardeazábal |

Plantilla
| - Arqueros: 1 Misael Escuti, 12 Adán Godoy, 22 (Manuel Astorga). - Defensas: 2 Luis Eyzaguirre, 3 Raúl Sánchez, 4 Sergio Navarro , 5 Carlos Contreras, 13 (Sergio Valdés), 14 (Hugo Lepe), 15 Manuel Rodríguez, 16 Humberto Cruz. - Mediocampistas: 6 Eladio Rojas, 8 Jorge Toro, 10 Alberto Fouillioux, 17 (Mario Ortiz). - Delanteros: 7 Jaime Ramírez, 9 Honorino Landa, 11 Leonel Sánchez, 18 Mario Moreno, 19 (Braulio Musso), 20 Carlos Campos, 21 Armando Tobar. - Entrenador: Fernando Riera. |

### Copa Mundial de Inglaterra 1966

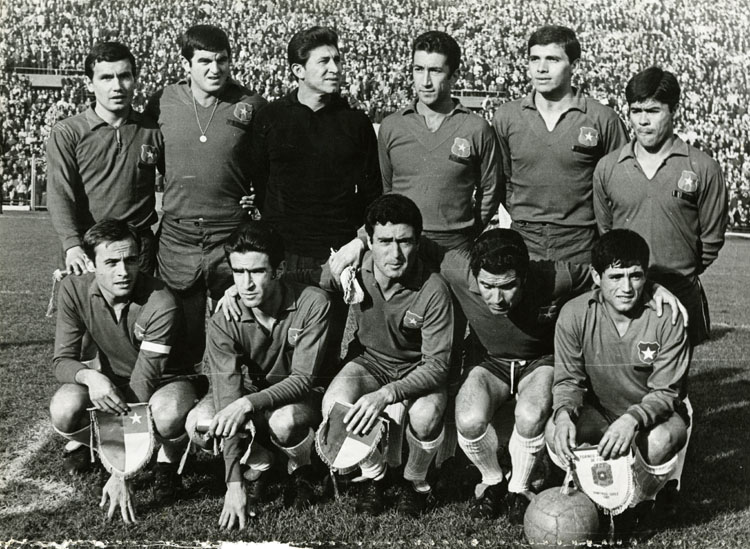
Alineación chilena en 1966.

Habiendo eliminado a Colombia, Chile y Ecuador finalizaron empatados en el primer lugar del Grupo 2 de la clasificatoria sudamericana para la copa mundial de 1966. Por ese motivo, los seleccionados de Francisco Hormazábal debían disputar un partido de definición en Lima (Perú) el 12 de octubre de 1965. Días previos al encuentro, Hormazábal renunció a su cargo, por lo que debió asumir Luis Álamos. Finalmente, Chile venció por 2:1 a los ecuatorianos con goles de Leonel Sánchez y Rubén Marcos, adjudicándose los pasajes a la VIII Copa Mundial de Fútbol con 16 equipos participantes. Chile disputó su primer mundial en Europa.
Ya dentro del torneo, Chile estuvo en el Grupo 4, donde se enfrentó a Corea del Norte, Italia y la Unión Soviética. El punto que cosecharon correspondió a un empate 1:1 frente al equipo norcoreano, por un gol del volante Rubén Marcos, quien también anotó el descuento frente a la Unión Soviética. La selección finalizó en el 13.er lugar de la clasificación final.
| Equipo          | Pts | PJ | PG | PE | PP | GF | GC | Dif |
| --------------- | --- | -- | -- | -- | -- | -- | -- | --- |
| Unión Soviética | 6   | 3  | 3  | 0  | 0  | 6  | 1  | 5   |
| Corea del Norte | 3   | 3  | 1  | 1  | 1  | 2  | 4  | –2  |
| Italia          | 2   | 3  | 1  | 0  | 2  | 2  | 2  | 0   |
| Chile           | 1   | 3  | 0  | 1  | 2  | 2  | 5  | –3  |

| 13 de julio de 1966, 19:30 | Italia                   | 2:0 (1:0) | Chile | Roker Park, Sunderland                                       |                                                              |
|                            | Mazzola 8' · Barison 88' | Reporte   |       | Asistencia: 27 199 espectadores Árbitro(s): Gottfried Dienst | Asistencia: 27 199 espectadores Árbitro(s): Gottfried Dienst |

| 15 de julio de 1966, 19:30 | Corea del Norte | 1:1 (0:1) | Chile             | Ayresome Park, Middlesbrough                                   |                                                                |
|                            | Seung 88'       | Reporte   | Marcos 26' (pen.) | Asistencia: 13 792 espectadores Árbitro(s): Aly Hussein Kandil | Asistencia: 13 792 espectadores Árbitro(s): Aly Hussein Kandil |

| 20 de julio de 1966, 19:30 | Unión Soviética   | 2:1 (1:1) | Chile      | Roker Park, Sunderland                                 |                                                        |
|                            | Porkujan 28', 85' | Reporte   | Marcos 32' | Asistencia: 16 027 espectadores Árbitro(s): John Adair | Asistencia: 16 027 espectadores Árbitro(s): John Adair |

Plantilla
| - Arqueros: 9 (Adán Godoy), 13 Juan Olivares. - Defensas: 2 (Hugo Berly), 5 (Humberto Donoso), 6 Luis Eyzaguirre, 7 Elías Figueroa, 20 Aldo Valentini, 21 Hugo Villanueva. - Mediocampistas: 4 Humberto Cruz, 8 Alberto Fouillioux, 10 (Roberto Hodge), 12 Rubén Marcos, 14 Ignacio Prieto, 17 Leonel Sánchez . - Delanteros: 1 Pedro Araya, 3 (Carlos Campos), 11 Honorino Landa, 15 (Jaime Ramírez), 16 (Orlando Ramírez), 18 Armando Tobar, 19 (Francisco Valdés), 22 Guillermo Yávar. - Entrenador: Luis Álamos. |

### Copa Mundial de Alemania 1974

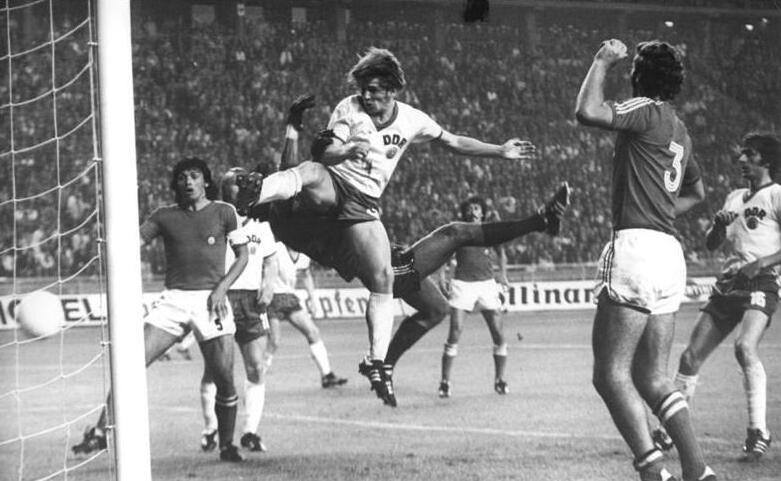
Martín Hoffmann de la Alemania Democrática vence al portero Leopoldo Vallejos, en el empate 1-1.

El equipo, a cargo del entrenador Luis Álamos, formó parte del Grupo 3 de la clasificatoria sudamericana para la copa mundial, junto con Perú y Venezuela, que finalmente abandonó el certamen clasificatorio. Tras la derrota 2:0 en Lima, y el triunfo por igual resultado en Santiago, la selección debió jugar un tercer partido frente a los peruanos en Montevideo (Uruguay) el 5 de agosto de 1973. Finalmente los chilenos lograron vencer 2:1, por lo que accedieron al repechaje intercontinental disputado entre la Conmebol y la UEFA, enfrentándose en partidos de ida y vuelta a la Unión Soviética.
El primer partido se disputó en Moscú, el 26 de septiembre de 1973, y finalizó empatado 0:0, con una destacada actuación de los centrales Alberto Quintano y Elías Figueroa. La Unión Soviética expresó su negativa a jugar el partido de vuelta en el Estadio Nacional en Santiago por razones políticas: el golpe de Estado de 1973. Ante esa situación, la FIFA se negó a trasladar el partido a una cancha neutral. Como la URSS mantuvo el suspenso de su llegada hasta última hora, igualmente se organizó el partido, que fue simbólico puesto que Chile clasificó tras el triunfo por 2:0 por walkover a la X Copa Mundial de Fútbol con 16 equipos participantes.
En el Grupo A del torneo, Chile empató 1:1 con Alemania Democrática y 0:0 con Australia, y cayó por 1:0 frente a Alemania Federal. El gol chileno salió de una jugada iniciada por Figueroa, la cual continuó rápidamente Reinoso, quien le entregó el balón al centrodelantero Sergio Ahumada para el gol definitivo. La selección finalizó en el 11.º lugar de la clasificación final.
En el partido frente a Alemania Federal, el delantero Carlos Caszely, goleador de la Copa Libertadores 1973, fue el primer expulsado directamente con tarjeta roja en la historia de los Mundiales. Figueroa fue reconocido como el «mejor defensa del torneo».
| Equipo               | Pts | PJ | PG | PE | PP | GF | GC | Dif |
| -------------------- | --- | -- | -- | -- | -- | -- | -- | --- |
| Alemania Democrática | 5   | 3  | 2  | 1  | 0  | 4  | 1  | 3   |
| Alemania Federal     | 4   | 3  | 2  | 0  | 1  | 4  | 1  | 3   |
| Chile                | 2   | 3  | 0  | 2  | 1  | 1  | 2  | –1  |
| Australia            | 1   | 3  | 0  | 1  | 2  | 0  | 5  | –5  |

| 14 de junio de 1974 | Alemania     | 1:0 (1:0) | Chile | Estadio Olímpico de Berlín, Berlín                        |                                                           |
|                     | Breitner 18' |           |       | Asistencia: 83 168 espectadores Árbitro(s): Dogan Babacan | Asistencia: 83 168 espectadores Árbitro(s): Dogan Babacan |

| 18 de junio de 1974 | Chile       | 1:1 (0:0) | Alemania Democrática | Estadio Olímpico de Berlín, Berlín                           |                                                              |
|                     | Ahumada 69' |           | Hoffmann 55'         | Asistencia: 20 000 espectadores Árbitro(s): Aurelio Angonese | Asistencia: 20 000 espectadores Árbitro(s): Aurelio Angonese |

| 22 de junio de 1974 | Australia | 0:0 | Chile | Estadio Olímpico de Berlín, Berlín                        |  |
|                     |           |     |       | Asistencia: 14 681 espectadores Árbitro(s): Jaffar Namdar |  |

Plantilla
| - Arqueros: 1 Leopoldo Vallejos, 21 (Juan Olivares), 22 Adolfo Nef. - Defensas: 2 Rolando García, 3 Alberto Quintano, 4 Antonio Arias, 5 Elías Figueroa, 6 Juan Rodríguez, 12 Juan Machuca, 13 (Rafael González), 15 (Mario Galindo). - Mediocampistas: 8 Francisco Valdés , 10 Carlos Reinoso, 14 Alfonso Lara, 16 Guillermo Páez, 17 Guillermo Yávar, 18 Jorge Socías, 19 Rogelio Farías. - Delanteros: 7 Carlos Caszely, 9 Sergio Ahumada, 11 Leonardo Véliz, 20 (Osvaldo Castro). - Entrenador: Luis Álamos. |

### Copa Mundial de España 1982
En la clasificación para la XII Copa Mundial de Fútbol de 1982, los chilenos finalizaron líderes del Grupo 3 de la clasificación; de los cuatro partidos disputados, hubo tres triunfos y un empate, lo que les permitió acceder a la cita final —anteriormente, con casi el mismo plantel, Chile había sido subcampeón de Copa América 1979, con su delantero Carlos Caszely como principal figura del torneo—.
En España con 24 equipos participantes, Chile formó parte del Grupo B, junto con las selecciones de Argelia, Austria y Alemania Federal. En el primer partido, Chile, con un esquema defensivo y jugadores en mal estado físico, cayó 0:1 ante Austria. En el minuto 26, Caszely fue derribado en el área rival, lo que significó un penal para el conjunto chileno. Gustavo Moscoso era el encargado de lanzar las faltas penales, pero finalmente cedió su responsabilidad a Caszely, quien falló el penal. En su segundo partido, cayó 1:4 ante Alemania Federal. Finalmente cayó 2:3 ante Argelia. El combinado chileno quedó en el 22.º lugar de la clasificación final.
| Equipo           | Pts | PJ | PG | PE | PP | GF | GC | Dif |
| ---------------- | --- | -- | -- | -- | -- | -- | -- | --- |
| Alemania Federal | 4   | 3  | 2  | 0  | 1  | 6  | 3  | 3   |
| Austria          | 4   | 3  | 2  | 0  | 1  | 3  | 1  | 2   |
| Argelia          | 4   | 3  | 2  | 0  | 1  | 5  | 5  | 0   |
| Chile            | 0   | 3  | 0  | 0  | 3  | 3  | 8  | –5  |

| 17 de junio de 1982 | Chile | 0:1 (0:1) | Austria       | Estadio Carlos Tartiere, Oviedo                                    |                                                                    |
|                     |       |           | Schachner 22' | Asistencia: 22 500 espectadores Árbitro(s): Juan Daniel Cardellino | Asistencia: 22 500 espectadores Árbitro(s): Juan Daniel Cardellino |

| 20 de junio de 1982 | Alemania                               | 4:1 (1:0) | Chile       | Estadio El Molinón, Gijón                                |                                                          |
|                     | Rummenigge 9', 57', 66' · Reinders 83' |           | Moscoso 90' | Asistencia: 42 000 espectadores Árbitro(s): Bruno Galler | Asistencia: 42 000 espectadores Árbitro(s): Bruno Galler |

| 24 de junio de 1982 | Argelia                       | 3:2 (3:0) | Chile                           | Estadio Carlos Tartiere, Oviedo                                  |                                                                  |
|                     | Assad 7', 31' · Bensaoula 35' |           | Neira 59' (pen.) · Letelier 73' | Asistencia: 16 000 espectadores Árbitro(s): Romulo Méndez Molina | Asistencia: 16 000 espectadores Árbitro(s): Romulo Méndez Molina |

Plantilla
| - Arqueros: 1 (Óscar Wirth), 12 (Marco Antonio Cornez), 22 Mario Osbén. - Defensas: 2 Lizardo Garrido, 3 René Valenzuela, 4 Vladimir Bigorra, 5 Elías Figueroa , 10 Mario Soto, 17 (Óscar Rojas), 18 Mario Galindo, 19 (Enzo Escobar). - Mediocampistas: 6 Rodolfo Dubó, 7 Eduardo Bonvallet, 8 (Carlos Rivas), 14 (Raúl Ormeño), 16 Manuel Rojas, 20 Miguel Ángel Neira. - Delanteros: 9 Juan Carlos Letelier, 11 Gustavo Moscoso, 13 Carlos Caszely, 15 Patricio Yáñez, 21 Miguel Ángel Gamboa. - Entrenador: Luis Santibáñez. |

### Escándalo y sanción de la FIFA
A fines de los años 1980, Chile tenía una generación de futbolistas que fue subcampeona de la Copa América 1987 realizada en Argentina. En ella destacaban jugadores como el portero y capitán Roberto Rojas, defensas como Fernando Astengo y Lizardo Garrido, volantes como Jaime Pizarro, Héctor Puebla, Jorge Contreras y Jorge Aravena; más delanteros como Juan Carlos Letelier, Ivo Basay, Iván Zamorano, Hugo Rubio y Patricio Yáñez, entre otros.
En julio de 1989, la selección chilena se encontraba en el Grupo 3 de las clasificatorias rumbo al Mundial de Italia 1990, junto con Venezuela y Brasil. Para dicho objetivo, se mantenía el entrenador Orlando Aravena. Chile venció por 3:1 a Venezuela en Caracas, empató 1:1 ante Brasil en Santiago y luego derrotó por 5:0 a Venezuela en el partido que correspondía como local. Tal partido fue trasladado por la FIFA a una cancha neutral castigando a Chile por comportamiento incorrecto de su hinchada en el empate frente a Brasil, por lo cual debió jugarse en Mendoza (Argentina). Aun así, Chile quedaba junto con Brasil en la cabeza de la clasificación con 5 puntos, aunque la diferencia de goles brasileña le permitía a dicho conjunto clasificar. Por tal motivo, Chile debía ganar el partido de vuelta, mientras que a Brasil solamente le bastaba el empate para clasificar.
El 3 de septiembre de 1989, la selección chilena se enfrentaba al seleccionado brasileño en el Estadio Maracaná. Cuando Chile iba perdiendo por 1:0, el guardameta Roberto Rojas simuló haber sido herido por una bengala que fue arrojada temerariamente cerca suyo y dentro de la cancha desde la tribuna brasileña, por lo cual Chile abandonó la cancha argumentando falta de garantías. Más tarde, Rojas declaró que se había autoinferido un corte en el rostro para simular un ataque de los hinchas brasileños, todo dentro de un plan orientado a conseguir la programación de un partido definitorio en cancha neutral. Por aquel incidente, Rojas fue marginado a perpetuidad del fútbol profesional con 32 años de edad, aunque en 2000 recibió una amnistía, y Chile fue excluido de jugar las clasificatorias a la Copa Mundial de 1994 por infringir severamente los reglamentos. Además, fueron sancionados el entonces presidente de la FFCh Sergio Stoppel, el entrenador Orlando Aravena, el subcapitán del equipo y defensa Fernando Astengo y el médico Daniel Rodríguez, entre otros.

### Copa Mundial de Francia 1998
En 1995 la FIFA estableció el sistema de todos contra todos en las clasificatorias de Conmebol. Chile clasificó al Mundial por diferencia de gol tras empatar en puntos con Perú, destacando su «dupla Sa-Za», formada por los delanteros Marcelo Salas e Iván Zamorano.
Para el evento con 32 equipos participantes, el entrenador Nelson Acosta conformó una selección donde la mayoría jugaba en el campeonato local (cuatro futbolistas militaban en clubes extranjeros). El equipo chileno fue ubicado en el Grupo B junto con las selecciones de Austria, Camerún e Italia. Chile debutó frente a la selección italiana con un empate 2:2 (con dos goles de Marcelo Salas, y un penal cobrado a favor de Italia por el árbitro nigerino Lucien Bouchardeau, debido a una mano de Ronald Fuentes en el área). El segundo partido de Chile, frente a Austria, también finalizó empatado, tras el 1:0 de Marcelo Salas y el 1:1 marcado por el jugador austriaco Iviça Vastić en el minuto 93. El partido contra Camerún fue un empate 1:1; Chile comenzó ganando, gracias a un tiro libre ejecutado por José Luis Sierra, quien logró batir al guardameta Jacques Songo'o colocando el balón en el ángulo izquierdo de la portería. La Roja clasificó por primera vez a segunda ronda de un Mundial jugado fuera de Chile.
Por octavos de final, Chile fue eliminado por Brasil por 4:1 (el descuento chileno fue de Marcelo Salas). La selección finalizó en el 16.º lugar de la clasificación final.
| Equipo  | Pts | PJ | PG | PE | PP | GF | GC | Dif |
| ------- | --- | -- | -- | -- | -- | -- | -- | --- |
| Italia  | 7   | 3  | 2  | 1  | 0  | 7  | 3  | 4   |
| Chile   | 3   | 3  | 0  | 3  | 0  | 4  | 4  | 0   |
| Austria | 2   | 3  | 0  | 2  | 1  | 3  | 4  | –1  |
| Camerún | 2   | 3  | 0  | 2  | 1  | 2  | 5  | –3  |

| 11 de junio de 1998 | Italia                           | 2:2 (1:1) | Chile            | Parc Lescure, Burdeos                                          |                                                                |
|                     | Vieri 11' · R. Baggio 84' (pen.) |           | Salas 45+3', 48' | Asistencia: 31 800 espectadores Árbitro(s): Lucien Bouchardeau | Asistencia: 31 800 espectadores Árbitro(s): Lucien Bouchardeau |

| 17 de junio de 1998 | Chile     | 1:1 (0:0) | Austria      | Stade Geoffroy-Guichard, St. Étienne                       |                                                            |
|                     | Salas 70' |           | Vastic 90+2' | Asistencia: 30 600 espectadores Árbitro(s): Gamal Ghandour | Asistencia: 30 600 espectadores Árbitro(s): Gamal Ghandour |

| 23 de junio de 1998 | Chile            | 1:1 (1:0) | Camerún   | Stade de la Beaujoire, Nantes                             |                                                           |
|                     | J. L. Sierra 20' |           | Mboma 56' | Asistencia: 35 000 espectadores Árbitro(s): Laszlo Vagner | Asistencia: 35 000 espectadores Árbitro(s): Laszlo Vagner |

Octavos de final
| 27 de junio de 1998 | Brasil                                       | 4:1 (3:0) | Chile     | Parque de los Príncipes, París                         |                                                        |
|                     | Sampaio 11', 27' · Ronaldo 45+1' (pen.), 70' | Reporte   | Salas 68' | Asistencia: 45 500 espectadores Árbitro(s): Marc Batta | Asistencia: 45 500 espectadores Árbitro(s): Marc Batta |

Plantilla
| - Arqueros: 1 Nelson Tapia, 12 (Marcelo Ramírez), 22 (Carlos Tejas). - Defensas: 2 Cristián Castañeda, 3 Ronald Fuentes, 4 Francisco Rojas, 5 Javier Margas, 6 Pedro Reyes, 14 Miguel Ramírez, 15 Moisés Villarroel, 16 Mauricio Aros. - Mediocampistas: 7 Nelson Parraguez, 8 Clarence Acuña, 10 José Luis Sierra, 17 Marcelo Vega, 18 Luis Musrri, 19 Fernando Cornejo, 20 Fabián Estay. - Delanteros: 9 Iván Zamorano , 11 Marcelo Salas, 13 (Manuel Neira), 21 (Rodrigo Barrera). - Entrenador: Nelson Acosta. |

### Copa Mundial de Sudáfrica 2010
Al mando del técnico local José Sulantay, la selección chilena sub-20 participó en las Copas Mundiales de Países Bajos 2005 y Canadá 2007, cuando logró el tercer lugar al derrotar 2:0 a Austria, iniciando el periodo de la «generación dorada» del fútbol chileno. En 2009, dirigido por el técnico local Ivo Basay, Chile sub-21 derrotó 1:0 a su símil de Francia y ganó el Torneo Esperanzas de Toulon.
El 10 de agosto de 2007, el presidente de la FFCh Harold Mayne-Nicholls dio a conocer que el técnico argentino Marcelo Bielsa asumía en la selección chilena. Su debut fue la derrota 1:2 en Viena (Austria) el 7 de septiembre ante la selección de Suiza.
El 10 de octubre de 2009, Chile clasificó en segundo lugar (detrás de Brasil) a la XIX Copa Mundial de Fútbol con 32 equipos participantes, después de ganarle 4:2 a Colombia, en una campaña que tuvo la primera victoria oficial como local ante Argentina y triunfos como visita a las escuadras de Perú, Paraguay y Colombia. En partidos amistosos derrotó como visita a las selecciones de Sudáfrica, Dinamarca y Eslovaquia.
Tras el sorteo realizado el 4 de diciembre de 2009, Chile fue ubicado en el Grupo H junto con Honduras, Suiza y España. En la fase de grupos, venció a los dos primeros por 1:0, pero cayó ante los españoles por 2:1. En octavos de final se encontró con Brasil y cayó por 3:0, finalizando su participación en el mundial realizado en Sudáfrica, consiguiendo el 10.º lugar de la clasificación general.
| Equipo   | Pts | PJ | PG | PE | PP | GF | GC | Dif |
| -------- | --- | -- | -- | -- | -- | -- | -- | --- |
| España   | 6   | 3  | 2  | 0  | 1  | 4  | 2  | 2   |
| Chile    | 6   | 3  | 2  | 0  | 1  | 3  | 2  | 1   |
| Suiza    | 4   | 3  | 1  | 1  | 1  | 1  | 1  | 0   |
| Honduras | 1   | 3  | 0  | 1  | 2  | 0  | 3  | –3  |

| 16 de junio de 2010, 13:30 | Honduras | 0:1 (0:1) | Chile          | Estadio Mbombela, Nelspruit                              |                                                          |
|                            |          | Reporte   | Beausejour 34' | Asistencia: 32 664 espectadores Árbitro(s): Eddy Maillet | Asistencia: 32 664 espectadores Árbitro(s): Eddy Maillet |

| 21 de junio de 2010, 16:00 | Chile        | 1:0 (0:0) | Suiza | Estadio Nelson Mandela Bay, Port Elizabeth                   |                                                              |
|                            | González 75' | Reporte   |       | Asistencia: 34 872 espectadores Árbitro(s): Khalil Al Ghamdi | Asistencia: 34 872 espectadores Árbitro(s): Khalil Al Ghamdi |

| 25 de junio de 2010, 20:30 | Chile      | 1:2 (0:2) | España                  | Estadio Loftus Versfeld, Pretoria                           |                                                             |
|                            | Millar 47' | Reporte   | Villa 24' · Iniesta 37' | Asistencia: 41 958 espectadores Árbitro(s): Marco Rodríguez | Asistencia: 41 958 espectadores Árbitro(s): Marco Rodríguez |

Octavos de final
| 28 de junio de 2010, 20:30 | Brasil                                    | 3:0 (2:0) | Chile | Estadio Ellis Park, Johannesburgo                       |                                                         |
|                            | Juan 35' · Luís Fabiano 38' · Robinho 59' | Reporte   |       | Asistencia: 54 096 espectadores Árbitro(s): Howard Webb | Asistencia: 54 096 espectadores Árbitro(s): Howard Webb |

Plantilla
| - Arqueros: 1 Claudio Bravo , 12 (Miguel Pinto), 23 (Luis Marín). - Defensas: 2 Ismael Fuentes, 3 Waldo Ponce, 4 Mauricio Isla, 5 Pablo Contreras, 17 Gary Medel, 18 Gonzalo Jara. - Mediocampistas: 6 Carlos Carmona, 8 Arturo Vidal, 10 Jorge Valdivia, 13 Marco Estrada, 14 Matías Fernández, 19 (Gonzalo Fierro), 20 Rodrigo Millar, 21 Rodrigo Tello. - Delanteros: 7 Alexis Sánchez, 9 Humberto Suazo, 11 Mark González, 15 Jean Beausejour, 16 Fabián Orellana, 22 Esteban Paredes. - Entrenador: Marcelo Bielsa. |

### Copa Mundial de Brasil 2014

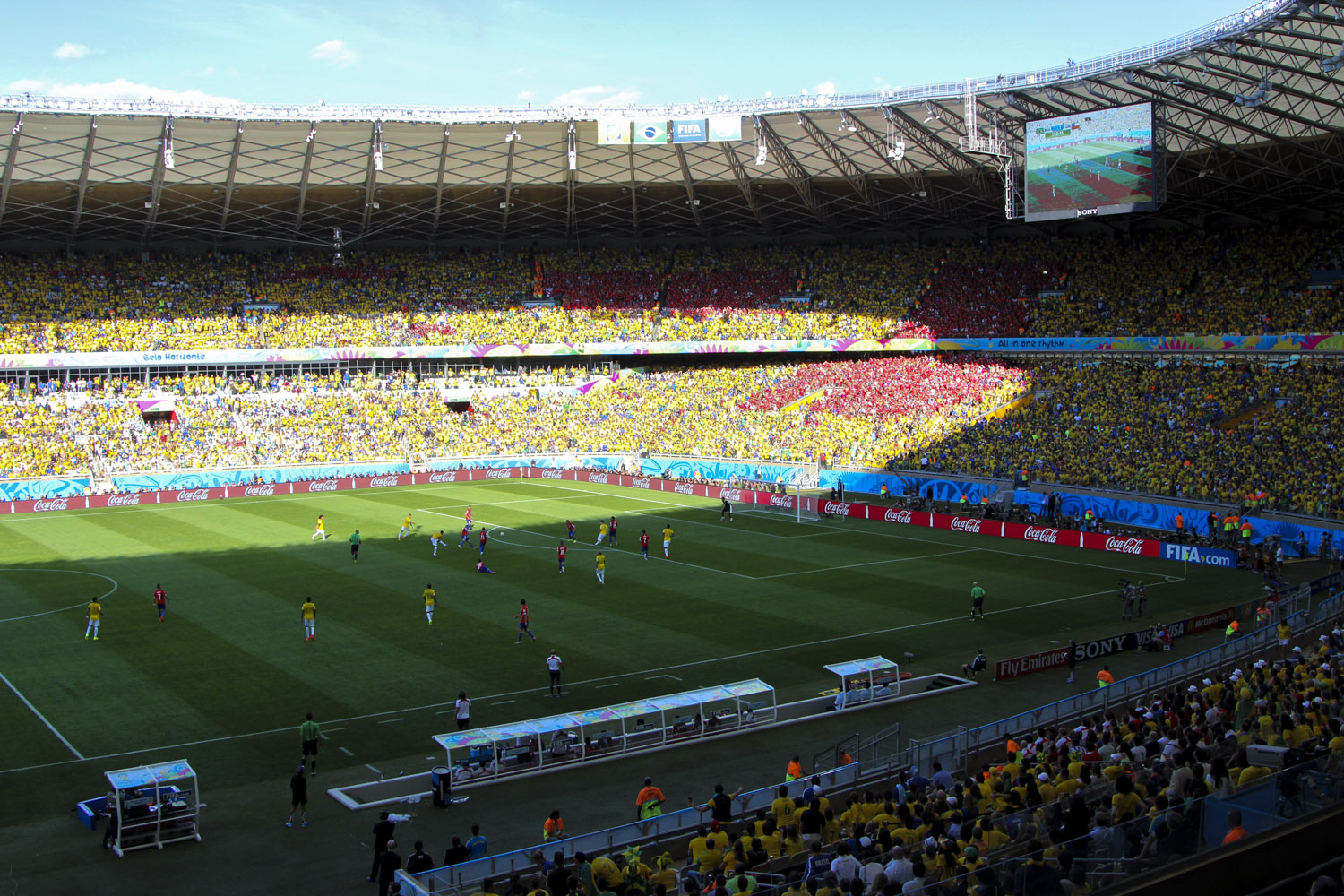
Imagen del encuentro válido por octavos de final de la Copa Mundial de Fútbol de 2014 entre las selecciones de Chile y Brasil.

La campaña la inició el técnico argentino Claudio Borghi, pero en noviembre de 2012 fue cesado de sus funciones. Al mando del argentino Jorge Sampaoli, Chile clasificó a la Copa Mundial tras una victoria 2:1 frente a Ecuador en Santiago. Chile se adjudicó 28 puntos, ocupando el tercer lugar de la tabla de posiciones de las clasificatorias para Brasil 2014, tras Argentina y Colombia.
En el sorteo de la XX Copa Mundial de Fútbol con 32 equipos participantes, llevado a cabo el 6 de diciembre de 2013, Chile pasó a integrar el grupo B, junto con España, Países Bajos y Australia.
En la fase de grupos, Chile venció a Australia por 3:1, derrotó a España por 2:0 —resultado que lo clasificó a octavos de final y eliminó a los campeones vigentes—, y perdió ante los Países Bajos por 2:0, quedando segundo en el grupo B con 6 puntos. En los octavos de final, Chile enfrentó al anfitrión. Ambas selecciones empataron 1:1 en los 90 minutos reglamentarios; el resultado se mantuvo hasta el final de la prórroga de 30 minutos, por lo que se debió ir a la definición de penales. En ellos, los tiros de los jugadores chilenos Mauricio Pinilla y Alexis Sánchez fueron tapados por el portero brasileño Júlio César —por Brasil, David Luiz anotó un gol, Willian falló el segundo tiro y Marcelo anotó el segundo gol—. Marcelo Díaz y Charles Aránguiz anotaron dos goles y Bravo tapó a Hulk. Neymar anotó un gol, obligando a Chile a anotar el siguiente tiro; sin embargo, el defensa Gonzalo Jara falló el último penal. Con el resultado de 3:2 en la definición a penales, Brasil pasó a cuartos de final mientras que Chile finalizó su participación en la Copa Mundial de 2014, consiguiendo el 9.º lugar de la clasificación general.
| Selección    | Pts. | PJ | PG | PE | PP | GF | GC | Dif |
| ------------ | ---- | -- | -- | -- | -- | -- | -- | --- |
| Países Bajos | 9    | 3  | 3  | 0  | 0  | 10 | 3  | 7   |
| Chile        | 6    | 3  | 2  | 0  | 1  | 5  | 3  | 2   |
| España       | 3    | 3  | 1  | 0  | 2  | 4  | 7  | –3  |
| Australia    | 0    | 3  | 0  | 0  | 3  | 3  | 9  | –6  |

| 13 de junio de 2014, 18:00 (UTC-4) | Chile                                         | 3:1 (2:1) | Australia  | Arena Pantanal, Cuiabá                                      |                                                             |
|                                    | Sánchez 12' · Valdivia 14' · Beausejour 90+2' | Reporte   | Cahill 35' | Asistencia: 40 275 espectadores Árbitro(s): Noumandiez Doue | Asistencia: 40 275 espectadores Árbitro(s): Noumandiez Doue |

| 18 de junio de 2014, 16:00 (UTC-3)                    | España | 0:2 (0:2) | Chile                     | Estadio Maracaná, Río de Janeiro                        |                                                         |
|                                                       |        | Reporte   | Vargas 20' · Aránguiz 43' | Asistencia: 74 101 espectadores Árbitro(s): Mark Geiger | Asistencia: 74 101 espectadores Árbitro(s): Mark Geiger |
| Primera victoria en la historia de Chile sobre España |        |           |                           |                                                         |                                                         |

| 23 de junio de 2014, 13:00 (UTC-3) | Países Bajos          | 2:0 (0:0) | Chile | Estadio Arena Corinthians, São Paulo                       |                                                            |
|                                    | Fer 77' · Memphis 90' | Reporte   |       | Asistencia: 62 996 espectadores Árbitro(s): Bakary Gassama | Asistencia: 62 996 espectadores Árbitro(s): Bakary Gassama |

Octavos de final
| 28 de junio de 2014, 13:00 (UTC-3) | Brasil                                         | 1:1 (1:1, 1:1) (t. s.)(3:2 p.) | Chile                                      | Estadio Mineirão, Belo Horizonte                        |                                                         |
|                                    | David Luiz 18'                                 | Reporte                        | Sánchez 32'                                | Asistencia: 57 714 espectadores Árbitro(s): Howard Webb | Asistencia: 57 714 espectadores Árbitro(s): Howard Webb |
|                                    |                                                | Tiros desde el punto penal     |                                            |                                                         |                                                         |
|                                    | David Luiz · Willian · Marcelo · Hulk · Neymar |                                | Pinilla · Sánchez · Aránguiz · Díaz · Jara |                                                         |                                                         |

Plantilla
| - Arqueros: 1 Claudio Bravo , 12 (Cristopher Toselli), 23 (Johnny Herrera). - Defensas: 2 Eugenio Mena, 3 (Miiko Albornoz), 4 Mauricio Isla, 13 José Rojas, 17 Gary Medel, 18 Gonzalo Jara. - Mediocampistas: 5 Francisco Silva, 6 Carlos Carmona, 8 Arturo Vidal, 10 Jorge Valdivia, 15 Jean Beausejour, 16 Felipe Gutiérrez, 19 (José Pedro Fuenzalida), 20 Charles Aránguiz, 21 Marcelo Díaz. - Delanteros: 7 Alexis Sánchez, 9 Mauricio Pinilla, 11 Eduardo Vargas, 14 (Fabián Orellana), 22 (Esteban Paredes). - Entrenador: Jorge Sampaoli. |

### Copa América de Chile 2015
Chile disputó la Copa América 2015 en condición de local. El sorteo fue llevado a cabo el 24 de noviembre de 2014 en Viña del Mar. Chile como anfitrión integró el grupo A como cabeza de serie, junto con Bolivia, Ecuador y México.
En el partido inaugural, el 11 de junio, Chile superó a Ecuador por 2:0, con goles de Arturo Vidal, mediante lanzamiento penal en el segundo tiempo, y Eduardo Vargas, a 6 minutos del final. En su segundo partido, empató 3:3 ante México. Aunque México se adelantó en el marcador, Chile empató un minuto después; luego el cuadro azteca se adelantó y a 4 minutos del final del primer tiempo, Chile volvió a empatar el marcador. En el segundo tiempo, Chile anotó por la vía penal dando vuelta el partido, minutos después México volvió a empatar. En el último partido de la fase de grupos, Chile goleó a Bolivia por 5:0, con goles de Charles Aránguiz (2), Alexis Sánchez y Gary Medel; el último gol del partido fue un autogol de Ronald Raldes. Con esto, Chile se clasificó a los cuartos de final como primero de su grupo, con 7 puntos, 10 goles y una diferencia de goles de +7.
En los cuartos de final, Chile derrotó al campeón vigente entonces, Uruguay por 1:0 —que había clasificado como el mejor tercero del campeonato—. En este partido, Edinson Cavani fue expulsado en el segundo tiempo por una bofetada contra Gonzalo Jara. A los 80 minutos, Mauricio Isla abrió el marcador a favor de Chile. Con este resultado, la Roja volvió a una semifinal de Copa América después de 16 años —la anterior había sido en 1999, cuando empató en 90 minutos reglamentarios ante Uruguay por 1:1, y perdió en penales por 3:5 en semifinales—.
En la semifinal, Chile enfrentó a Perú —que venía de ganar a Bolivia por 3:1 en los cuartos de final—, al que derrotó por 2:1. Eduardo Vargas fue la figura del partido al anotar dos goles —el primero a los 43 minutos del primer tiempo y el segundo, a los 63 minutos del segundo tiempo; el descuento para Perú fue un autogol de Gary Medel, quien anotó el empate a los 60 minutos—. Al finalizar el partido, Chile accedió a una final de Copa América después de 28 años —la anterior había sido en 1987, cuando cayó ante Uruguay por 0:1 en la final—.
En la final, Chile enfrentó a Argentina —que venía de golear a Paraguay por 6:1 en las semifinales—. Pese a que Chile tuvo más tiros a puerta y mayor posesión del balón, el partido finalizó sin goles en los 90 minutos reglamentarios, por lo que se debió jugar tiempo suplementario de dos tiempos de 15 minutos cada uno, en los que se mantuvo el empate. En última instancia, se debió recurrir a una tanda de penales para definir al campeón de la Copa América 2015. Chile comenzó; Matías Fernández anotó, y Lionel Messi igualó para Argentina. Arturo Vidal anotó el segundo penal para Chile, mientras que Gonzalo Higuaín falló el segundo penal de Argentina al lanzarlo por sobre el travesaño. Charles Aránguiz adelantó el tercer penal para Chile, y el tiro de Éver Banega fue atajado por Claudio Bravo. En el último penal, Alexis Sánchez marcó un penalti a lo Panenka. Con este resultado, Chile derrotó por 4:1 a Argentina mediante definición a penales, y se adjudicó así su primera Copa América, la primera copa internacional en su historia.
Fue el equipo más goleador (13 tantos). Eduardo Vargas fue uno de los dos goleadores del campeonato (4 anotaciones), Jorge Valdivia fue uno de los dos asistentes del torneo con tres asistencias, Claudio Bravo fue elegido como mejor portero del campeonato y Jorge Sampaoli fue elegido como el mejor entrenador del torneo más antiguo del mundo. Asimismo, en su calidad de campeón, disputó por primera vez la Copa FIFA Confederaciones en Rusia en 2017.
Por primera vez la selección chilena terminó invicta en una Copa América, y ganó una definición a penales en dicho campeonato y en el historial de partidos «clase A».
| Selección | Pts. | PJ | PG | PE | PP | GF | GC | Dif |
| --------- | ---- | -- | -- | -- | -- | -- | -- | --- |
| Chile     | 7    | 3  | 2  | 1  | 0  | 10 | 3  | 7   |
| Bolivia   | 4    | 3  | 1  | 1  | 1  | 3  | 7  | –4  |
| Ecuador   | 3    | 3  | 1  | 0  | 2  | 4  | 6  | –2  |
| México    | 2    | 3  | 0  | 2  | 1  | 4  | 5  | –1  |

| 11 de junio de 2015, 20:30 (UTC-3)      | Chile                         | 2:0 (0:0) | Ecuador | Estadio Nacional, Santiago                                |                                                           |
|                                         | Vidal 66' (pen.) · Vargas 83' | Reporte   |         | Asistencia: 46 000 espectadores Árbitro(s): Néstor Pitana | Asistencia: 46 000 espectadores Árbitro(s): Néstor Pitana |
| Vídeo resumen oficial: Chile vs Ecuador |                               |           |         |                                                           |                                                           |

| 15 de junio de 2015, 20:30 (UTC-3)     | Chile                              | 3:3 (2:2) | México                       | Estadio Nacional, Santiago                                       |                                                                  |
|                                        | Vidal 21', 54' (pen.) · Vargas 41' | Reporte   | Vuoso 20', 65' · Jiménez 28' | Asistencia: 45 583 espectadores Árbitro(s): Víctor Hugo Carrillo | Asistencia: 45 583 espectadores Árbitro(s): Víctor Hugo Carrillo |
| Vídeo resumen oficial: Chile vs México |                                    |           |                              |                                                                  |                                                                  |

| 19 de junio de 2015, 20:30 (UTC-3)      | Chile                                                          | 5:0 (2:0) | Bolivia | Estadio Nacional, Santiago                               |                                                          |
|                                         | Aránguiz 2', 65' · Sánchez 36' · Medel 78' · Raldes 85' (a.g.) | Reporte   |         | Asistencia: 45 601 espectadores Árbitro(s): Andrés Cunha | Asistencia: 45 601 espectadores Árbitro(s): Andrés Cunha |
| Vídeo resumen oficial: Chile vs Bolivia |                                                                |           |         |                                                          |                                                          |

Cuartos de final
| 24 de junio de 2015, 20:30 (UTC-3)      | Chile    | 1:0 (0:0) | Uruguay | Estadio Nacional, Santiago                               |                                                          |
|                                         | Isla 80' | Reporte   |         | Asistencia: 45 304 espectadores Árbitro(s): Sandro Ricci | Asistencia: 45 304 espectadores Árbitro(s): Sandro Ricci |
| Vídeo resumen oficial: Chile vs Uruguay |          |           |         |                                                          |                                                          |

Semifinal
| 29 de junio de 2015, 20:30 (UTC-3)   | Chile           | 2:1 (1:0) | Perú             | Estadio Nacional, Santiago                              |                                                         |
|                                      | Vargas 41', 63' | Reporte   | Medel 60' (a.g.) | Asistencia: 45 651 espectadores Árbitro(s): José Argote | Asistencia: 45 651 espectadores Árbitro(s): José Argote |
| Vídeo resumen oficial: Chile vs Perú |                 |           |                  |                                                         |                                                         |

Final
| 4 de julio de 2015, 17:00 (UTC-3)         | Chile                                  | 0:0 (t. s.)(4:1 p.)        | Argentina                | Estadio Nacional, Santiago                                |                                                           |
|                                           |                                        | Reporte                    |                          | Asistencia: 45 693 espectadores Árbitro(s): Wilmar Roldán | Asistencia: 45 693 espectadores Árbitro(s): Wilmar Roldán |
|                                           |                                        | Tiros desde el punto penal |                          |                                                           |                                                           |
|                                           | Fernández · Vidal · Aránguiz · Sánchez |                            | Messi · Higuaín · Banega |                                                           |                                                           |
| Vídeo resumen oficial: Chile vs Argentina |                                        |                            |                          |                                                           |                                                           |

Plantilla
| - Arqueros: 1 Claudio Bravo , 12 (Paulo Garcés), 23 (Johnny Herrera). - Defensas: 2 Eugenio Mena, 3 Miiko Albornoz, 4 Mauricio Isla, 13 José Rojas, 17 Gary Medel, 18 Gonzalo Jara. - Mediocampistas: 5 Francisco Silva, 6 (José Pedro Fuenzalida), 8 Arturo Vidal, 10 Jorge Valdivia, 14 Matías Fernández, 15 Jean Beausejour, 16 David Pizarro, 19 Felipe Gutiérrez, 20 Charles Aránguiz, 21 Marcelo Díaz. - Delanteros: 7 Alexis Sánchez, 9 Mauricio Pinilla, 11 Eduardo Vargas, 22 Ángelo Henríquez. - Entrenador: Jorge Sampaoli. |

### Copa América Centenario 2016
Chile disputó la Copa América Centenario 2016 en condición de campeón vigente de América. El sorteo fue llevado a cabo el 21 de febrero de 2016 en Nueva York. Chile integró el grupo D, junto con Argentina, Bolivia y Panamá.
El 6 de junio, Chile fue derrotado por Argentina por 2:1; el gol chileno fue anotado por José Pedro Fuenzalida en los descuentos. En su segundo partido, derrotó a Bolivia por 2:1 con goles de Arturo Vidal. En el último partido de la fase de grupos, Chile ganó a Panamá por 4:2, con dobletes de Eduardo Vargas y Alexis Sánchez. Con esto, Chile se clasificó a los cuartos de final como segundo de su grupo, con 6 puntos, 7 goles y una diferencia de goles de +2.
En los cuartos de final en Santa Clara, Chile goleó a México por 7:0 —el mejor resultado en la historia de la selección, igualando su actuación en la Copa América 1979, cuando derrotó a Venezuela por idéntico marcador—. Los goles de la selección fueron anotados por Alexis Sánchez (1), Edson Puch (2) y Eduardo Vargas (4), quien se erigió como la figura del encuentro.
En la semifinal en Chicago, Chile enfrentó a Colombia con la ausencia de Arturo Vidal por acumulación de tarjetas amarillas; en su reemplazo entró Pedro Pablo Hernández, quien salió lesionado en la primera parte del partido y fue reemplazado a su vez por Erick Pulgar. Finalmente, la Roja derrotó por 2:0 a Colombia, con goles de Charles Aránguiz y José Pedro Fuenzalida en el primer tiempo.
En la final en East Rutherford, Chile enfrentó a Argentina —tal como en 2015—. Argentina tuvo las oportunidades más claras de convertir, pero Chile fue el que tuvo mayor posesión del balón. El partido finalizó sin goles en los 90 minutos reglamentarios, por lo que se debió jugar tiempo suplementario de dos tiempos de 15 minutos cada uno, en los que se mantuvo el empate. Tal como en la edición anterior, se definió al ganador en tanda de penales. Chile comenzó; el tiro de Arturo Vidal fue atajado por Sergio Romero. Luego fue el turno de Argentina con Lionel Messi, quien elevó su tiro por encima del travesaño. Nicolás Castillo anotó el primer penal para Chile, mientras que Javier Mascherano hizo lo mismo para Argentina. Charles Aránguiz adelantó a Chile en el marcador al anotar su penal, y Sergio Agüero anotó y volvió a empatar la definición. Jean Beausejour anotó el tercer penal para Chile, y el tiro de Lucas Biglia fue atajado por Claudio Bravo. En el último penal, Francisco Silva anotó el penal definitivo para Chile. Con el resultado de 4:2 mediante definición a penales, Chile derrotó a Argentina y se consagró como bicampeón de América.
Chile fue el segundo equipo más goleador (16 tantos) por detrás de Argentina (18). Por segunda vez consecutiva, Eduardo Vargas fue el goleador del campeonato (6 anotaciones) y Claudio Bravo fue elegido el mejor portero del campeonato. Alexis Sánchez fue elegido el mejor jugador del torneo.
| Selección | Pts. | PJ | PG | PE | PP | GF | GC | Dif |
| --------- | ---- | -- | -- | -- | -- | -- | -- | --- |
| Argentina | 9    | 3  | 3  | 0  | 0  | 10 | 1  | 9   |
| Chile     | 6    | 3  | 2  | 0  | 1  | 7  | 5  | 2   |
| Panamá    | 3    | 3  | 1  | 0  | 2  | 4  | 10 | –6  |
| Bolivia   | 0    | 3  | 0  | 0  | 3  | 2  | 7  | –5  |

| 6 de junio de 2016, 18:00 (UTC-8) | Argentina                 | 2:1 (0:0) | Chile            | Levi's Stadium, Santa Clara                                  |                                                              |
|                                   | Di María 51' · Banega 59' | Reporte   | Fuenzalida 90+3' | Asistencia: 69 451 espectadores Árbitro(s): Daniel Fedorczuk | Asistencia: 69 451 espectadores Árbitro(s): Daniel Fedorczuk |

| 10 de junio de 2016, 19:00 (UTC-4) | Chile                    | 2:1 (0:0) | Bolivia    | Gillette Stadium, Foxborough                             |                                                          |
|                                    | Vidal 46', 90+10' (pen.) | Reporte   | Campos 61' | Asistencia: 19 392 espectadores Árbitro(s): Jair Marrufo | Asistencia: 19 392 espectadores Árbitro(s): Jair Marrufo |

| 14 de junio de 2016, 20:00 (UTC-4) | Chile                              | 4:2 (2:1) | Panamá                  | Lincoln Financial Field, Filadelfia                        |                                                            |
|                                    | Vargas 15', 43' · Sánchez 50', 89' | Reporte   | Camargo 5' · Arroyo 75' | Asistencia: 27 260 espectadores Árbitro(s): Roddy Zambrano | Asistencia: 27 260 espectadores Árbitro(s): Roddy Zambrano |

Cuartos de final
| 18 de junio de 2016, 19:00 (UTC-7) | México | 0:7 (0:2) | Chile                                                   | Levi's Stadium, Santa Clara                             |                                                         |
|                                    |        | Reporte   | Puch 16', 88' · Vargas 44', 52', 57', 74' · Sánchez 49' | Asistencia: 70 547 espectadores Árbitro(s): Héber Lopes | Asistencia: 70 547 espectadores Árbitro(s): Héber Lopes |

Semifinal
| 22 de junio de 2016, 19:00 (UTC-5)                                                     | Colombia | 0:2 (0:2) | Chile                        | Soldier Field, Chicago                                   |                                                          |
|                                                                                        |          | Reporte   | Aránguiz 7' · Fuenzalida 11' | Asistencia: 55 423 espectadores Árbitro(s): Joel Aguilar | Asistencia: 55 423 espectadores Árbitro(s): Joel Aguilar |
| El inicio del segundo tiempo se retrasó dos horas debido a las condiciones climáticas. |          |           |                              |                                                          |                                                          |

Final
| 26 de junio de 2016, 20:00 (UTC-4) | Argentina                            | 0:0 (t. s.)(2:4 p.)        | Chile                                            | MetLife Stadium, East Rutherford                        |                                                         |
|                                    |                                      | Reporte                    |                                                  | Asistencia: 82 026 espectadores Árbitro(s): Héber Lopes | Asistencia: 82 026 espectadores Árbitro(s): Héber Lopes |
|                                    |                                      | Tiros desde el punto penal |                                                  |                                                         |                                                         |
|                                    | Messi · Mascherano · Agüero · Biglia |                            | Vidal · Castillo · Aránguiz · Beausejour · Silva |                                                         |                                                         |

Plantilla
| - Arqueros: 1 Claudio Bravo , 12 (Cristopher Toselli), 23 (Johnny Herrera). - Defensas: 2 Eugenio Mena, 3 Enzo Roco, 4 Mauricio Isla, 15 Jean Beausejour, 17 Gary Medel, 18 Gonzalo Jara. - Mediocampistas: 5 Francisco Silva, 6 José Pedro Fuenzalida, 8 Arturo Vidal, 10 Pedro Pablo Hernández, 13 Erick Pulgar, 20 Charles Aránguiz, 21 Marcelo Díaz. - Delanteros: 7 Alexis Sánchez, 9 Mauricio Pinilla, 11 Eduardo Vargas, 14 Mark González, 16 Nicolás Castillo, 19 Fabián Orellana, 22 Edson Puch. - Entrenador: Juan Antonio Pizzi. |

## Últimos partidos y próximos encuentros
En la tabla siguiente se detallan los últimos partidos disputados por la selección de fútbol de Chile, además de sus próximos encuentros.
| N.º | Fecha                   | Ciudad         | Local    |                     | Resultado |                      | Visitante | Competencia                  |
| --- | ----------------------- | -------------- | -------- | ------------------- | --------- | -------------------- | --------- | ---------------------------- |
| 842 | 8 de febrero de 2025    | Santiago       | Chile    | Bandera de Chile    | 6:1 (4:1) | Bandera de Panamá    | Panamá    | Amistoso                     |
| 843 | 20 de marzo de 2025     | Asunción       | Paraguay | Bandera de Paraguay | 1:0 (0:0) | Bandera de Chile     | Chile     | Clasif. Copa Mundial de 2026 |
| 844 | 25 de marzo de 2025     | Santiago       | Chile    | Bandera de Chile    | 0:0       | Bandera de Ecuador   | Ecuador   | Clasif. Copa Mundial de 2026 |
| 845 | 5 de junio de 2025      | Santiago       | Chile    | Bandera de Chile    | 0:1 (0:1) | Bandera de Argentina | Argentina | Clasif. Copa Mundial de 2026 |
| 846 | 10 de junio de 2025     | El Alto        | Bolivia  | Bandera de Bolivia  | 2:0 (1:0) | Bandera de Chile     | Chile     | Clasif. Copa Mundial de 2026 |
| 847 | 4 de septiembre de 2025 | Río de Janeiro | Brasil   | Bandera de Brasil   | -:-       | Bandera de Chile     | Chile     | Clasif. Copa Mundial de 2026 |
| 848 | 9 de septiembre de 2025 | Santiago       | Chile    | Bandera de Chile    | -:-       | Bandera de Uruguay   | Uruguay   | Clasif. Copa Mundial de 2026 |

## Estadísticas
Nota: El rendimiento se calcula con los siguientes puntajes: PG = 3 puntos, PE = 1 punto, PP = 0 punto.

### Copa Mundial de Fútbol
Actualizado hasta la Copa Mundial de Fútbol de 2014
| Sede y año | Ronda                  | Puesto                 | PJ                     | PG                     | PE                     | PP                     | GF                     | GC                     | Dif                    | Rend (%)               | Goleador                             |
| ---------- | ---------------------- | ---------------------- | ---------------------- | ---------------------- | ---------------------- | ---------------------- | ---------------------- | ---------------------- | ---------------------- | ---------------------- | ------------------------------------ |
| 1930       | Primera fase           | 5.º                    | 3                      | 2                      | 0                      | 1                      | 5                      | 3                      | 2                      | 66.67                  | Subiabre y Vidal: 2                  |
| 1934       | Se retiró              | Se retiró              | Se retiró              | Se retiró              | Se retiró              | Se retiró              | Se retiró              | Se retiró              | Se retiró              | Se retiró              | Se retiró                            |
| 1938       | Se retiró              | Se retiró              | Se retiró              | Se retiró              | Se retiró              | Se retiró              | Se retiró              | Se retiró              | Se retiró              | Se retiró              | Se retiró                            |
| 1950       | Primera fase           | 9.º                    | 3                      | 1                      | 0                      | 2                      | 5                      | 6                      | –1                     | 33.33                  | Cremaschi: 2                         |
| 1954       | No clasificó           | No clasificó           | No clasificó           | No clasificó           | No clasificó           | No clasificó           | No clasificó           | No clasificó           | No clasificó           | No clasificó           | No clasificó                         |
| 1958       | No clasificó           | No clasificó           | No clasificó           | No clasificó           | No clasificó           | No clasificó           | No clasificó           | No clasificó           | No clasificó           | No clasificó           | No clasificó                         |
| 1962       | Tercer lugar           | 3.º                    | 6                      | 4                      | 0                      | 2                      | 10                     | 8                      | 2                      | 66.67                  | L. Sánchez: 4                        |
| 1966       | Primera fase           | 13.º                   | 3                      | 0                      | 1                      | 2                      | 2                      | 5                      | –3                     | 11.11                  | Marcos: 2                            |
| 1970       | No clasificó           | No clasificó           | No clasificó           | No clasificó           | No clasificó           | No clasificó           | No clasificó           | No clasificó           | No clasificó           | No clasificó           | No clasificó                         |
| 1974       | Primera fase           | 11.º                   | 3                      | 0                      | 2                      | 1                      | 1                      | 2                      | –1                     | 22.22                  | Ahumada: 1                           |
| 1978       | No clasificó           | No clasificó           | No clasificó           | No clasificó           | No clasificó           | No clasificó           | No clasificó           | No clasificó           | No clasificó           | No clasificó           | No clasificó                         |
| 1982       | Primera fase           | 22.º                   | 3                      | 0                      | 0                      | 3                      | 3                      | 8                      | –5                     | 0                      | Letelier, Moscoso y Neira: 1         |
| 1986       | No clasificó           | No clasificó           | No clasificó           | No clasificó           | No clasificó           | No clasificó           | No clasificó           | No clasificó           | No clasificó           | No clasificó           | No clasificó                         |
| 1990       | No clasificó           | No clasificó           | No clasificó           | No clasificó           | No clasificó           | No clasificó           | No clasificó           | No clasificó           | No clasificó           | No clasificó           | No clasificó                         |
| 1994       | Suspendido por la FIFA | Suspendido por la FIFA | Suspendido por la FIFA | Suspendido por la FIFA | Suspendido por la FIFA | Suspendido por la FIFA | Suspendido por la FIFA | Suspendido por la FIFA | Suspendido por la FIFA | Suspendido por la FIFA | Suspendido por la FIFA               |
| 1998       | Octavos de final       | 16.º                   | 4                      | 0                      | 3                      | 1                      | 5                      | 8                      | –3                     | 25                     | Salas: 4                             |
| 2002       | No clasificó           | No clasificó           | No clasificó           | No clasificó           | No clasificó           | No clasificó           | No clasificó           | No clasificó           | No clasificó           | No clasificó           | No clasificó                         |
| 2006       | No clasificó           | No clasificó           | No clasificó           | No clasificó           | No clasificó           | No clasificó           | No clasificó           | No clasificó           | No clasificó           | No clasificó           | No clasificó                         |
| 2010       | Octavos de final       | 10.º                   | 4                      | 2                      | 0                      | 2                      | 3                      | 5                      | –2                     | 50                     | Beausejour, González y Millar: 1     |
| 2014       | Octavos de final       | 9.º                    | 4                      | 2                      | 1                      | 1                      | 6                      | 4                      | 2                      | 58.33                  | A. Sánchez: 2                        |
| 2018       | No clasificó           | No clasificó           | No clasificó           | No clasificó           | No clasificó           | No clasificó           | No clasificó           | No clasificó           | No clasificó           | No clasificó           | No clasificó                         |
| 2022       | No clasificó           | No clasificó           | No clasificó           | No clasificó           | No clasificó           | No clasificó           | No clasificó           | No clasificó           | No clasificó           | No clasificó           | No clasificó                         |
| 2026       | No clasificó           | No clasificó           | No clasificó           | No clasificó           | No clasificó           | No clasificó           | No clasificó           | No clasificó           | No clasificó           | No clasificó           | No clasificó                         |
| Total      | 9/23                   | 20.º                   | 33                     | 11                     | 7                      | 15                     | 40                     | 49                     | –9                     | 40.4                   | L. Sánchez y Salas: 4 (24 jugadores) |

#### Estadísticas por rivales
| Partidos en la Copa Mundial de Fútbol (1930-2014) | Partidos en la Copa Mundial de Fútbol (1930-2014) | Partidos en la Copa Mundial de Fútbol (1930-2014) | Partidos en la Copa Mundial de Fútbol (1930-2014) | Partidos en la Copa Mundial de Fútbol (1930-2014) | Partidos en la Copa Mundial de Fútbol (1930-2014) | Partidos en la Copa Mundial de Fútbol (1930-2014) | Partidos en la Copa Mundial de Fútbol (1930-2014) | Partidos en la Copa Mundial de Fútbol (1930-2014) |
| Selección                                         | PJ                                                | PG                                                | PE                                                | PP                                                | GF                                                | GC                                                | Dif                                               | Rend (%)                                          |
| ------------------------------------------------- | ------------------------------------------------- | ------------------------------------------------- | ------------------------------------------------- | ------------------------------------------------- | ------------------------------------------------- | ------------------------------------------------- | ------------------------------------------------- | ------------------------------------------------- |
| Alemania Democrática                              | 1                                                 | 0                                                 | 1                                                 | 0                                                 | 1                                                 | 1                                                 | 0                                                 | 33.33                                             |
| Alemania Federal                                  | 3                                                 | 0                                                 | 0                                                 | 3                                                 | 1                                                 | 7                                                 | –6                                                | 0                                                 |
| Argelia                                           | 1                                                 | 0                                                 | 0                                                 | 1                                                 | 2                                                 | 3                                                 | –1                                                | 0                                                 |
| Argentina                                         | 1                                                 | 0                                                 | 0                                                 | 1                                                 | 1                                                 | 3                                                 | –2                                                | 0                                                 |
| Australia                                         | 2                                                 | 1                                                 | 1                                                 | 0                                                 | 3                                                 | 1                                                 | 2                                                 | 66.67                                             |
| Austria                                           | 2                                                 | 0                                                 | 1                                                 | 1                                                 | 1                                                 | 2                                                 | –1                                                | 16.67                                             |
| Brasil                                            | 4                                                 | 0                                                 | 1                                                 | 3                                                 | 4                                                 | 12                                                | –8                                                | 8.33                                              |
| Camerún                                           | 1                                                 | 0                                                 | 1                                                 | 0                                                 | 1                                                 | 1                                                 | 0                                                 | 33.33                                             |
| Corea del Norte                                   | 1                                                 | 0                                                 | 1                                                 | 0                                                 | 1                                                 | 1                                                 | 0                                                 | 33.33                                             |
| España                                            | 3                                                 | 1                                                 | 0                                                 | 2                                                 | 3                                                 | 4                                                 | –1                                                | 33.33                                             |
| Estados Unidos                                    | 1                                                 | 1                                                 | 0                                                 | 0                                                 | 5                                                 | 2                                                 | 3                                                 | 100                                               |
| Francia                                           | 1                                                 | 1                                                 | 0                                                 | 0                                                 | 1                                                 | 0                                                 | 1                                                 | 100                                               |
| Honduras                                          | 1                                                 | 1                                                 | 0                                                 | 0                                                 | 1                                                 | 0                                                 | 1                                                 | 100                                               |
| Inglaterra                                        | 1                                                 | 0                                                 | 0                                                 | 1                                                 | 0                                                 | 2                                                 | –2                                                | 0                                                 |
| Italia                                            | 3                                                 | 1                                                 | 1                                                 | 1                                                 | 4                                                 | 4                                                 | 0                                                 | 44.44                                             |
| México                                            | 1                                                 | 1                                                 | 0                                                 | 0                                                 | 3                                                 | 0                                                 | 3                                                 | 100                                               |
| Países Bajos                                      | 1                                                 | 0                                                 | 0                                                 | 1                                                 | 0                                                 | 2                                                 | –2                                                | 0                                                 |
| Suiza                                             | 2                                                 | 2                                                 | 0                                                 | 0                                                 | 4                                                 | 1                                                 | 3                                                 | 100                                               |
| Unión Soviética                                   | 2                                                 | 1                                                 | 0                                                 | 1                                                 | 3                                                 | 3                                                 | 0                                                 | 50                                                |
| Yugoslavia                                        | 1                                                 | 1                                                 | 0                                                 | 0                                                 | 1                                                 | 0                                                 | 1                                                 | 100                                               |
| Total                                             | 33                                                | 11                                                | 7                                                 | 15                                                | 40                                                | 49                                                | –9                                                | 40.4                                              |

### Clasificación para la Copa Mundial
Actualizado hasta la Clasificación de Conmebol para la Copa Mundial de Fútbol de 2026
| Año    | Cl.                         | Ronda                       | Puesto                      | PJ                          | PG                          | PE                          | PP                          | GF                          | GC                          | Dif                         | Rend (%)                    | Goleador                              |
| ------ | --------------------------- | --------------------------- | --------------------------- | --------------------------- | --------------------------- | --------------------------- | --------------------------- | --------------------------- | --------------------------- | --------------------------- | --------------------------- | ------------------------------------- |
| 19301  | Invitado                    | Invitado                    | Invitado                    | Invitado                    | Invitado                    | Invitado                    | Invitado                    | Invitado                    | Invitado                    | Invitado                    | Invitado                    | Invitado                              |
| 19342  | Se retiró                   | Se retiró                   | Se retiró                   | Se retiró                   | Se retiró                   | Se retiró                   | Se retiró                   | Se retiró                   | Se retiró                   | Se retiró                   | Se retiró                   | Se retiró                             |
| 19383  | Se retiró                   | Se retiró                   | Se retiró                   | Se retiró                   | Se retiró                   | Se retiró                   | Se retiró                   | Se retiró                   | Se retiró                   | Se retiró                   | Se retiró                   | Se retiró                             |
| 19504  | Clasificado automáticamente | Clasificado automáticamente | Clasificado automáticamente | Clasificado automáticamente | Clasificado automáticamente | Clasificado automáticamente | Clasificado automáticamente | Clasificado automáticamente | Clasificado automáticamente | Clasificado automáticamente | Clasificado automáticamente | Clasificado automáticamente           |
| 1954   | No                          | Grupo 11                    | 3.º                         | 4                           | 0                           | 0                           | 4                           | 1                           | 10                          | –9                          | 0                           | Robledo: 1                            |
| 1958   | No                          | Grupo 2                     | 3.º                         | 4                           | 1                           | 0                           | 3                           | 2                           | 10                          | –8                          | 25                          | Díaz y Ramírez: 1                     |
| 19625  | Anfitrión                   | Anfitrión                   | Anfitrión                   | Anfitrión                   | Anfitrión                   | Anfitrión                   | Anfitrión                   | Anfitrión                   | Anfitrión                   | Anfitrión                   | Anfitrión                   | Anfitrión                             |
| 19666  | Sí                          | Grupo 2                     | 1.º                         | 5                           | 3                           | 1                           | 1                           | 14                          | 8                           | 6                           | 66.67                       | Fouilloux y L. Sánchez: 3             |
| 1970   | No                          | Grupo 3                     | 2.º                         | 4                           | 1                           | 2                           | 1                           | 5                           | 4                           | 1                           | 41.67                       | Olivares: 3                           |
| 19747  | Sí                          | Grupo 3                     | 1.º                         | 5                           | 3                           | 1                           | 1                           | 6                           | 3                           | 3                           | 66.67                       | Ahumada, Crisosto, Farías y Valdés: 1 |
| 1978   | No                          | Grupo 3                     | 2.º                         | 4                           | 2                           | 1                           | 1                           | 5                           | 3                           | 2                           | 58.33                       | Figueroa: 2                           |
| 1982   | Sí                          | Grupo 3                     | 1.º                         | 4                           | 3                           | 1                           | 0                           | 6                           | 0                           | 6                           | 83.33                       | Caszely y Yáñez: 2                    |
| 19868  | No                          | Grupo 2                     | 2.º                         | 8                           | 4                           | 2                           | 2                           | 17                          | 12                          | 5                           | 58.33                       | Aravena: 7                            |
| 19909  | No                          | Grupo 3                     | 2.º                         | 4                           | 2                           | 1                           | 1                           | 9                           | 4                           | 5                           | 58.33                       | Letelier: 3                           |
| 199410 | Suspendido por la FIFA      | Suspendido por la FIFA      | Suspendido por la FIFA      | Suspendido por la FIFA      | Suspendido por la FIFA      | Suspendido por la FIFA      | Suspendido por la FIFA      | Suspendido por la FIFA      | Suspendido por la FIFA      | Suspendido por la FIFA      | Suspendido por la FIFA      | Suspendido por la FIFA                |
| 1998   | Sí                          | Liga                        | 4.º                         | 16                          | 7                           | 4                           | 5                           | 32                          | 18                          | 14                          | 52.08                       | Zamorano: 12                          |
| 2002   | No                          | Liga                        | 10.º                        | 18                          | 3                           | 3                           | 12                          | 15                          | 27                          | –12                         | 22.22                       | Salas y Zamorano: 4                   |
| 2006   | No                          | Liga                        | 7.º                         | 18                          | 5                           | 7                           | 6                           | 18                          | 22                          | –4                          | 40.74                       | Pinilla: 3                            |
| 2010   | Sí                          | Liga                        | 2.º                         | 18                          | 10                          | 3                           | 5                           | 32                          | 22                          | 10                          | 61.11                       | Suazo: 10                             |
| 2014   | Sí                          | Liga                        | 3.º                         | 16                          | 9                           | 1                           | 6                           | 29                          | 25                          | 4                           | 58.33                       | Vargas y Vidal: 5                     |
| 2018   | No                          | Liga                        | 6.º                         | 18                          | 8                           | 2                           | 8                           | 26                          | 27                          | –1                          | 48.15                       | Sánchez: 7                            |
| 2022   | No                          | Liga                        | 7.°                         | 18                          | 5                           | 4                           | 9                           | 19                          | 26                          | –7                          | 35.19                       | Sánchez: 5                            |
| 2026   | No                          | Liga                        | 10.°                        | 16                          | 2                           | 4                           | 10                          | 9                           | 24                          | –15                         | 20.83                       | Vargas: 3                             |
| Total  | 6 · 11                      | 17/23                       | 6.º                         | 180                         | 68                          | 37                          | 75                          | 245                         | 245                         | 0                           | 44.63                       | Sánchez: 19 (76 jugadores)            |

#### Estadísticas por rivales
| Partidos en la Clasificación para la Copa Mundial (1954-2026) | Partidos en la Clasificación para la Copa Mundial (1954-2026) | Partidos en la Clasificación para la Copa Mundial (1954-2026) | Partidos en la Clasificación para la Copa Mundial (1954-2026) | Partidos en la Clasificación para la Copa Mundial (1954-2026) | Partidos en la Clasificación para la Copa Mundial (1954-2026) | Partidos en la Clasificación para la Copa Mundial (1954-2026) | Partidos en la Clasificación para la Copa Mundial (1954-2026) | Partidos en la Clasificación para la Copa Mundial (1954-2026) |
| Selección                                                     | PJ                                                            | PG                                                            | PE                                                            | PP                                                            | GF                                                            | GC                                                            | Dif                                                           | Rend (%)                                                      |
| ------------------------------------------------------------- | ------------------------------------------------------------- | ------------------------------------------------------------- | ------------------------------------------------------------- | ------------------------------------------------------------- | ------------------------------------------------------------- | ------------------------------------------------------------- | ------------------------------------------------------------- | ------------------------------------------------------------- |
| Argentina                                                     | 18                                                            | 1                                                             | 4                                                             | 13                                                            | 11                                                            | 35                                                            | –24                                                           | 12.96                                                         |
| Bolivia                                                       | 18                                                            | 10                                                            | 3                                                             | 5                                                             | 32                                                            | 18                                                            | 14                                                            | 61.11                                                         |
| Brasil                                                        | 15                                                            | 2                                                             | 2                                                             | 11                                                            | 10                                                            | 31                                                            | –21                                                           | 17.78                                                         |
| Colombia                                                      | 18                                                            | 4                                                             | 7                                                             | 7                                                             | 30                                                            | 32                                                            | –2                                                            | 35.19                                                         |
| Ecuador                                                       | 27                                                            | 11                                                            | 9                                                             | 7                                                             | 36                                                            | 26                                                            | 10                                                            | 51.85                                                         |
| Paraguay                                                      | 22                                                            | 9                                                             | 2                                                             | 11                                                            | 24                                                            | 30                                                            | –6                                                            | 43.94                                                         |
| Perú                                                          | 23                                                            | 13                                                            | 3                                                             | 7                                                             | 39                                                            | 27                                                            | 12                                                            | 60.87                                                         |
| Unión Soviética                                               | 2                                                             | 1                                                             | 1                                                             | 0                                                             | 2                                                             | 0                                                             | 2                                                             | 66.67                                                         |
| Uruguay                                                       | 19                                                            | 4                                                             | 4                                                             | 11                                                            | 16                                                            | 28                                                            | –12                                                           | 28.07                                                         |
| Venezuela                                                     | 18                                                            | 13                                                            | 2                                                             | 3                                                             | 45                                                            | 18                                                            | 27                                                            | 75.93                                                         |
| Total                                                         | 180                                                           | 68                                                            | 37                                                            | 75                                                            | 245                                                           | 245                                                           | 0                                                             | 44.63                                                         |

### Copa FIFA Confederaciones
Actualizado hasta la Copa FIFA Confederaciones 2017
| Sede y año | Ronda        | Puesto       | PJ           | PG           | PE           | PP           | GF           | GC           | Dif          | Rend (%)     | Goleador                              |              |
| ---------- | ------------ | ------------ | ------------ | ------------ | ------------ | ------------ | ------------ | ------------ | ------------ | ------------ | ------------------------------------- | ------------ |
| 1992       | No clasificó | No clasificó | No clasificó | No clasificó | No clasificó | No clasificó | No clasificó | No clasificó | No clasificó | No clasificó | No clasificó                          | No clasificó |
| 1995       | No clasificó | No clasificó | No clasificó | No clasificó | No clasificó | No clasificó | No clasificó | No clasificó | No clasificó | No clasificó | No clasificó                          | No clasificó |
| 1997       | No clasificó | No clasificó | No clasificó | No clasificó | No clasificó | No clasificó | No clasificó | No clasificó | No clasificó | No clasificó | No clasificó                          | No clasificó |
| 1999       | No clasificó | No clasificó | No clasificó | No clasificó | No clasificó | No clasificó | No clasificó | No clasificó | No clasificó | No clasificó | No clasificó                          | No clasificó |
| 2001       | No clasificó | No clasificó | No clasificó | No clasificó | No clasificó | No clasificó | No clasificó | No clasificó | No clasificó | No clasificó | No clasificó                          | No clasificó |
| 2003       | No clasificó | No clasificó | No clasificó | No clasificó | No clasificó | No clasificó | No clasificó | No clasificó | No clasificó | No clasificó | No clasificó                          | No clasificó |
| 2005       | No clasificó | No clasificó | No clasificó | No clasificó | No clasificó | No clasificó | No clasificó | No clasificó | No clasificó | No clasificó | No clasificó                          | No clasificó |
| 2009       | No clasificó | No clasificó | No clasificó | No clasificó | No clasificó | No clasificó | No clasificó | No clasificó | No clasificó | No clasificó | No clasificó                          | No clasificó |
| 2013       | No clasificó | No clasificó | No clasificó | No clasificó | No clasificó | No clasificó | No clasificó | No clasificó | No clasificó | No clasificó | No clasificó                          | No clasificó |
| 2017       | Subcampeón   | 2.º          | 5            | 1            | 3            | 1            | 4            | 3            | 1            | 40           | Rodríguez, Vargas, Vidal y Sánchez: 1 |              |
| Total      | 1/10         | 19.º         | 5            | 1            | 3            | 1            | 4            | 3            | 1            | 40           | Rodríguez, Vargas, Vidal y Sánchez: 1 |              |

#### Estadísticas por rivales
| Partidos en la Copa Confederaciones (2017) | Partidos en la Copa Confederaciones (2017) | Partidos en la Copa Confederaciones (2017) | Partidos en la Copa Confederaciones (2017) | Partidos en la Copa Confederaciones (2017) | Partidos en la Copa Confederaciones (2017) | Partidos en la Copa Confederaciones (2017) | Partidos en la Copa Confederaciones (2017) | Partidos en la Copa Confederaciones (2017) |
| Selección                                  | PJ                                         | PG                                         | PE                                         | PP                                         | GF                                         | GC                                         | Dif                                        | Rend (%)                                   |
| ------------------------------------------ | ------------------------------------------ | ------------------------------------------ | ------------------------------------------ | ------------------------------------------ | ------------------------------------------ | ------------------------------------------ | ------------------------------------------ | ------------------------------------------ |
| Alemania                                   | 2                                          | 0                                          | 1                                          | 1                                          | 1                                          | 2                                          | –1                                         | 16.67                                      |
| Australia                                  | 1                                          | 0                                          | 1                                          | 0                                          | 1                                          | 1                                          | 0                                          | 33.33                                      |
| Camerún                                    | 1                                          | 1                                          | 0                                          | 0                                          | 2                                          | 0                                          | 2                                          | 100                                        |
| Portugal                                   | 1                                          | 0                                          | 1                                          | 0                                          | 0                                          | 0                                          | 0                                          | 33.33                                      |
| Total                                      | 5                                          | 1                                          | 3                                          | 1                                          | 4                                          | 3                                          | 1                                          | 40                                         |

### Copa América
Actualizado hasta la Copa América 2024
| Sede y año | Ronda                     | Puesto                    | PJ                        | PG                        | PE                        | PP                        | GF                        | GC                        | Dif                       | Rend (%)                  | Goleador                                    |
| ---------- | ------------------------- | ------------------------- | ------------------------- | ------------------------- | ------------------------- | ------------------------- | ------------------------- | ------------------------- | ------------------------- | ------------------------- | ------------------------------------------- |
| 1916       | Liga                      | 4.º                       | 3                         | 0                         | 1                         | 2                         | 2                         | 11                        | –9                        | 11.11                     | Báez y Salazar: 1                           |
| 1917       | Liga                      | 4.º                       | 3                         | 0                         | 0                         | 3                         | 0                         | 10                        | –10                       | 0                         |                                             |
| 1919       | Liga                      | 4.º                       | 3                         | 0                         | 0                         | 3                         | 1                         | 12                        | –11                       | 0                         | France: 1                                   |
| 1920       | Liga                      | 4.º                       | 3                         | 0                         | 1                         | 2                         | 2                         | 4                         | –2                        | 11.11                     | Bolados y Domínguez: 1                      |
| 1921       | Se retiró                 | Se retiró                 | Se retiró                 | Se retiró                 | Se retiró                 | Se retiró                 | Se retiró                 | Se retiró                 | Se retiró                 | Se retiró                 | Se retiró                                   |
| 1922       | Liga                      | 5.º                       | 4                         | 0                         | 1                         | 3                         | 1                         | 10                        | –9                        | 8.33                      | Bravo: 1                                    |
| 1923       | Se retiró                 | Se retiró                 | Se retiró                 | Se retiró                 | Se retiró                 | Se retiró                 | Se retiró                 | Se retiró                 | Se retiró                 | Se retiró                 | Se retiró                                   |
| 1924       | Liga                      | 4.º                       | 3                         | 0                         | 0                         | 3                         | 1                         | 10                        | –9                        | 0                         | Arellano: 1                                 |
| 1925       | Se retiró                 | Se retiró                 | Se retiró                 | Se retiró                 | Se retiró                 | Se retiró                 | Se retiró                 | Se retiró                 | Se retiró                 | Se retiró                 | Se retiró                                   |
| 1926       | Liga                      | 3.º                       | 4                         | 2                         | 1                         | 1                         | 14                        | 6                         | 8                         | 58.33                     | Arellano: 7                                 |
| 1927       | Se retiró                 | Se retiró                 | Se retiró                 | Se retiró                 | Se retiró                 | Se retiró                 | Se retiró                 | Se retiró                 | Se retiró                 | Se retiró                 | Se retiró                                   |
| 1929       | No participó              | No participó              | No participó              | No participó              | No participó              | No participó              | No participó              | No participó              | No participó              | No participó              | No participó                                |
| 1935       | Liga                      | 4.º                       | 3                         | 0                         | 0                         | 3                         | 2                         | 7                         | –5                        | 0                         | Carmona y Giudice: 1                        |
| 1937       | Liga                      | 5.º                       | 5                         | 1                         | 1                         | 3                         | 12                        | 13                        | –1                        | 26.67                     | Toro: 7                                     |
| 1939       | Liga                      | 4.º                       | 4                         | 1                         | 0                         | 3                         | 8                         | 12                        | –4                        | 25                        | Avendaño y Sorrel: 2                        |
| 1941       | Liga                      | 3.º                       | 4                         | 2                         | 0                         | 2                         | 6                         | 3                         | 3                         | 50                        | Pérez y Sorrel: 2                           |
| 1942       | Liga                      | 6.º                       | 6                         | 1                         | 1                         | 4                         | 4                         | 15                        | –11                       | 22.22                     | Domínguez: 2                                |
| 1945       | Liga                      | 3.º                       | 6                         | 4                         | 1                         | 1                         | 15                        | 5                         | 10                        | 72.22                     | Alcántara: 5                                |
| 1946       | Liga                      | 5.º                       | 5                         | 2                         | 0                         | 3                         | 8                         | 11                        | –3                        | 40                        | Araya y Cremaschi: 3                        |
| 1947       | Liga                      | 4.º                       | 7                         | 4                         | 1                         | 2                         | 14                        | 13                        | 1                         | 61.9                      | López y Sáez: 3                             |
| 1949       | Liga                      | 5.º                       | 7                         | 2                         | 1                         | 4                         | 10                        | 14                        | –4                        | 33.33                     | Infante y López: 2                          |
| 1953       | Liga                      | 4.º                       | 6                         | 3                         | 1                         | 2                         | 10                        | 10                        | 0                         | 55.56                     | Molina: 7                                   |
| 1955       | Liga                      | 2.º                       | 5                         | 3                         | 1                         | 1                         | 19                        | 8                         | 11                        | 66.67                     | Hormazábal: 6                               |
| 1956       | Liga                      | 2.º                       | 5                         | 3                         | 0                         | 2                         | 11                        | 8                         | 3                         | 60                        | Hormazábal: 4                               |
| 1957       | Liga                      | 6.º                       | 6                         | 1                         | 1                         | 4                         | 9                         | 17                        | –8                        | 22.22                     | Fernández y Ramírez: 3                      |
| 1959       | Liga                      | 5.º                       | 6                         | 2                         | 1                         | 3                         | 9                         | 14                        | –5                        | 38.89                     | L. Sánchez, J. Soto y M. Soto: 2            |
| 1959       | No participó              | No participó              | No participó              | No participó              | No participó              | No participó              | No participó              | No participó              | No participó              | No participó              | No participó                                |
| 1963       | No fue invitado al torneo | No fue invitado al torneo | No fue invitado al torneo | No fue invitado al torneo | No fue invitado al torneo | No fue invitado al torneo | No fue invitado al torneo | No fue invitado al torneo | No fue invitado al torneo | No fue invitado al torneo | No fue invitado al torneo                   |
| 1967       | Liga                      | 3.º                       | 5                         | 2                         | 2                         | 1                         | 8                         | 6                         | 2                         | 53.33                     | Gallardo y Marcos: 3                        |
| 1975       | Primera fase              | 6.º                       | 4                         | 1                         | 1                         | 2                         | 7                         | 6                         | 1                         | 33.33                     | Araneda y Gamboa: 2                         |
| 1979       | Final                     | 2.º                       | 9                         | 4                         | 3                         | 2                         | 13                        | 6                         | 7                         | 55.56                     | Peredo: 4                                   |
| 1983       | Primera fase              | 5.º                       | 4                         | 2                         | 1                         | 1                         | 8                         | 2                         | 6                         | 58.33                     | Aravena y Dubó: 2                           |
| 1987       | Final                     | 2.º                       | 4                         | 3                         | 0                         | 1                         | 9                         | 3                         | 6                         | 75                        | Letelier: 3                                 |
| 1989       | Primera fase              | 5.º                       | 4                         | 2                         | 0                         | 2                         | 7                         | 5                         | 2                         | 50                        | Olmos: 2                                    |
| 1991       | Fase final                | 3.º                       | 7                         | 3                         | 2                         | 2                         | 11                        | 6                         | 5                         | 52.38                     | Zamorano: 5                                 |
| 1993       | Primera fase              | 9.º                       | 3                         | 1                         | 0                         | 2                         | 3                         | 4                         | –1                        | 33.33                     | Zambrano: 2                                 |
| 1995       | Primera fase              | 11.º                      | 3                         | 0                         | 1                         | 2                         | 3                         | 8                         | –5                        | 11.11                     | Basay: 2                                    |
| 1997       | Primera fase              | 11.º                      | 3                         | 0                         | 0                         | 3                         | 1                         | 5                         | –4                        | 0                         | Vergara: 1                                  |
| 1999       | Cuarto lugar              | 4.º                       | 6                         | 2                         | 1                         | 3                         | 8                         | 7                         | 1                         | 38.89                     | Zamorano: 3                                 |
| 2001       | Cuartos de final          | 7.º                       | 4                         | 2                         | 0                         | 2                         | 5                         | 5                         | 0                         | 50                        | Montecinos: 3                               |
| 2004       | Primera fase              | 10.º                      | 3                         | 0                         | 1                         | 2                         | 2                         | 4                         | –2                        | 11.11                     | González y Olarra: 1                        |
| 2007       | Cuartos de final          | 8.º                       | 4                         | 1                         | 1                         | 2                         | 4                         | 11                        | –7                        | 33.33                     | Suazo: 3                                    |
| 2011       | Cuartos de final          | 5.º                       | 4                         | 2                         | 1                         | 1                         | 5                         | 4                         | 1                         | 58.33                     | Paredes, Sánchez, Suazo, Vidal y autogol: 1 |
| 2015       | Campeón                   | 1.º                       | 6                         | 4                         | 2                         | 0                         | 13                        | 4                         | 9                         | 77.78                     | Vargas: 4                                   |
| 2016       | Campeón                   | 1.º                       | 6                         | 4                         | 1                         | 1                         | 16                        | 5                         | 11                        | 72.22                     | Vargas: 6                                   |
| 2019       | Cuarto lugar              | 4.º                       | 6                         | 2                         | 1                         | 3                         | 7                         | 7                         | 0                         | 38.89                     | Sánchez y Vargas: 2                         |
| 2021       | Cuartos de final          | 7.º                       | 5                         | 1                         | 2                         | 2                         | 3                         | 5                         | –2                        | 33.33                     | Vargas: 2                                   |
| 2024       | Primera fase              | 12.º                      | 3                         | 0                         | 2                         | 1                         | 0                         | 1                         | –1                        | 22.22                     |                                             |
| Total      | 41/48                     | 4.º                       | 191                       | 67                        | 35                        | 89                        | 291                       | 317                       | –26                       | 41.19                     | Vargas: 14                                  |

#### Estadísticas por rivales
| Partidos en la Copa América (1916-2024) | Partidos en la Copa América (1916-2024) | Partidos en la Copa América (1916-2024) | Partidos en la Copa América (1916-2024) | Partidos en la Copa América (1916-2024) | Partidos en la Copa América (1916-2024) | Partidos en la Copa América (1916-2024) | Partidos en la Copa América (1916-2024) | Partidos en la Copa América (1916-2024) |
| Selección                               | PJ                                      | PG                                      | PE                                      | PP                                      | GF                                      | GC                                      | Dif                                     | Rend (%)                                |
| --------------------------------------- | --------------------------------------- | --------------------------------------- | --------------------------------------- | --------------------------------------- | --------------------------------------- | --------------------------------------- | --------------------------------------- | --------------------------------------- |
| Argentina                               | 30                                      | 0                                       | 8                                       | 22                                      | 15                                      | 62                                      | –47                                     | 8.89                                    |
| Bolivia                                 | 15                                      | 11                                      | 2                                       | 2                                       | 49                                      | 17                                      | 32                                      | 77.78                                   |
| Brasil                                  | 22                                      | 3                                       | 2                                       | 17                                      | 25                                      | 61                                      | –36                                     | 16.67                                   |
| Canadá                                  | 1                                       | 0                                       | 1                                       | 0                                       | 0                                       | 0                                       | 0                                       | 33.33                                   |
| Colombia                                | 12                                      | 7                                       | 3                                       | 2                                       | 20                                      | 11                                      | 9                                       | 66.67                                   |
| Costa Rica                              | 1                                       | 0                                       | 0                                       | 1                                       | 1                                       | 2                                       | –1                                      | 0                                       |
| Ecuador                                 | 15                                      | 13                                      | 1                                       | 1                                       | 47                                      | 15                                      | 32                                      | 88.89                                   |
| Estados Unidos                          | 1                                       | 0                                       | 0                                       | 1                                       | 1                                       | 2                                       | –1                                      | 0                                       |
| Japón                                   | 1                                       | 1                                       | 0                                       | 0                                       | 4                                       | 0                                       | 4                                       | 100                                     |
| México                                  | 7                                       | 2                                       | 2                                       | 3                                       | 13                                      | 9                                       | 4                                       | 38.1                                    |
| Panamá                                  | 1                                       | 1                                       | 0                                       | 0                                       | 4                                       | 2                                       | 2                                       | 100                                     |
| Paraguay                                | 22                                      | 7                                       | 2                                       | 13                                      | 31                                      | 38                                      | –7                                      | 34.85                                   |
| Perú                                    | 22                                      | 8                                       | 7                                       | 7                                       | 27                                      | 31                                      | –4                                      | 46.97                                   |
| Uruguay                                 | 31                                      | 7                                       | 5                                       | 19                                      | 29                                      | 63                                      | –34                                     | 27.96                                   |
| Venezuela                               | 10                                      | 7                                       | 2                                       | 1                                       | 25                                      | 4                                       | 21                                      | 76.67                                   |
| Total                                   | 191                                     | 67                                      | 35                                      | 89                                      | 291                                     | 317                                     | –26                                     | 41.19                                   |

### Juegos Olímpicos
Actualizado hasta los Juegos Olímpicos de Ámsterdam 1928
| Sede y año                                                                                               | Ronda                         | Puesto                        | PJ                            | PG                            | PE                            | PP                            | GF                            | GC                            | Dif                           | Rend (%)                      | Goleador                      |
| --- | ----------------------------- | ----------------------------- | ----------------------------- | ----------------------------- | ----------------------------- | ----------------------------- | ----------------------------- | ----------------------------- | ----------------------------- | ----------------------------- | ----------------------------- |
| 1908 | No existía la selección       | No existía la selección       | No existía la selección       | No existía la selección       | No existía la selección       | No existía la selección       | No existía la selección       | No existía la selección       | No existía la selección       | No existía la selección       | No existía la selección       |
| 1912 | No participó                  | No participó                  | No participó                  | No participó                  | No participó                  | No participó                  | No participó                  | No participó                  | No participó                  | No participó                  | No participó                  |
| 1920 | No participó                  | No participó                  | No participó                  | No participó                  | No participó                  | No participó                  | No participó                  | No participó                  | No participó                  | No participó                  | No participó                  |
| 1924 | No participó                  | No participó                  | No participó                  | No participó                  | No participó                  | No participó                  | No participó                  | No participó                  | No participó                  | No participó                  | No participó                  |
| 1928 | Fase preliminar               | 17.º                          | 3                             | 1                             | 1                             | 1                             | 7                             | 7                             | 0                             | 44.44                         | Subiabre: 3                   |
| 1932 | No hubo competición de fútbol | No hubo competición de fútbol | No hubo competición de fútbol | No hubo competición de fútbol | No hubo competición de fútbol | No hubo competición de fútbol | No hubo competición de fútbol | No hubo competición de fútbol | No hubo competición de fútbol | No hubo competición de fútbol | No hubo competición de fútbol |
| 1936 | No participó                  | No participó                  | No participó                  | No participó                  | No participó                  | No participó                  | No participó                  | No participó                  | No participó                  | No participó                  | No participó                  |
| 1948 | No participó                  | No participó                  | No participó                  | No participó                  | No participó                  | No participó                  | No participó                  | No participó                  | No participó                  | No participó                  | No participó                  |
| Desde 1952 los Juegos Olímpicos los disputan selecciones amateurs, y a partir de 1992 selecciones sub-23 |                               |                               |                               |                               |                               |                               |                               |                               |                               |                               |                               |
| Total | 1/7                           | -                             | 3                             | 1                             | 1                             | 1                             | 7                             | 7                             | 0                             | 44.44                         | Subiabre: 3                   |

#### Estadísticas por rivales
| Partidos en los Juegos Olímpicos (1928) | Partidos en los Juegos Olímpicos (1928) | Partidos en los Juegos Olímpicos (1928) | Partidos en los Juegos Olímpicos (1928) | Partidos en los Juegos Olímpicos (1928) | Partidos en los Juegos Olímpicos (1928) | Partidos en los Juegos Olímpicos (1928) | Partidos en los Juegos Olímpicos (1928) | Partidos en los Juegos Olímpicos (1928) |
| Selección                               | PJ                                      | PG                                      | PE                                      | PP                                      | GF                                      | GC                                      | Dif                                     | Rend (%)                                |
| --------------------------------------- | --------------------------------------- | --------------------------------------- | --------------------------------------- | --------------------------------------- | --------------------------------------- | --------------------------------------- | --------------------------------------- | --------------------------------------- |
| México                                  | 1                                       | 1                                       | 0                                       | 0                                       | 3                                       | 1                                       | 2                                       | 100                                     |
| Países Bajos                            | 1                                       | 0                                       | 1                                       | 0                                       | 2                                       | 2                                       | 0                                       | 33.33                                   |
| Portugal                                | 1                                       | 0                                       | 0                                       | 1                                       | 2                                       | 4                                       | –2                                      | 0                                       |
| Total                                   | 3                                       | 1                                       | 1                                       | 1                                       | 7                                       | 7                                       | 0                                       | 44.44                                   |

### Campeonato Panamericano de Fútbol
Actualizado hasta el Campeonato Panamericano de Fútbol 1960
| Sede y año | Ronda        | Puesto       | PJ           | PG           | PE           | PP           | GF           | GC           | Dif          | Rend (%)     | Goleador                    |              |
| ---------- | ------------ | ------------ | ------------ | ------------ | ------------ | ------------ | ------------ | ------------ | ------------ | ------------ | --------------------------- | ------------ |
| 1952       | Liga         | 2.º          | 5            | 4            | 0            | 1            | 15           | 6            | 9            | 80           | A. Prieto: 6                |              |
| 1956       | Liga         | 6.º          | 5            | 0            | 1            | 4            | 5            | 11           | –6           | 6.67         | Carlos Tello: 2             |              |
| 1960       | No participó | No participó | No participó | No participó | No participó | No participó | No participó | No participó | No participó | No participó | No participó                | No participó |
| Total      | 2/3          | 5.º          | 10           | 4            | 1            | 5            | 20           | 17           | 3            | 43.33        | A. Prieto: 6 (10 jugadores) |              |

#### Estadísticas por rivales
| Partidos en el Campeonato Panamericano de Fútbol (1952-1956) | Partidos en el Campeonato Panamericano de Fútbol (1952-1956) | Partidos en el Campeonato Panamericano de Fútbol (1952-1956) | Partidos en el Campeonato Panamericano de Fútbol (1952-1956) | Partidos en el Campeonato Panamericano de Fútbol (1952-1956) | Partidos en el Campeonato Panamericano de Fútbol (1952-1956) | Partidos en el Campeonato Panamericano de Fútbol (1952-1956) | Partidos en el Campeonato Panamericano de Fútbol (1952-1956) | Partidos en el Campeonato Panamericano de Fútbol (1952-1956) |
| Selección                                                    | PJ                                                           | PG                                                           | PE                                                           | PP                                                           | GF                                                           | GC                                                           | Dif                                                          | Rend (%)                                                     |
| ------------------------------------------------------------ | ------------------------------------------------------------ | ------------------------------------------------------------ | ------------------------------------------------------------ | ------------------------------------------------------------ | ------------------------------------------------------------ | ------------------------------------------------------------ | ------------------------------------------------------------ | ------------------------------------------------------------ |
| Argentina                                                    | 1                                                            | 0                                                            | 0                                                            | 1                                                            | 0                                                            | 3                                                            | –3                                                           | 0                                                            |
| Brasil                                                       | 2                                                            | 0                                                            | 0                                                            | 2                                                            | 1                                                            | 5                                                            | –4                                                           | 0                                                            |
| Costa Rica                                                   | 1                                                            | 0                                                            | 0                                                            | 1                                                            | 1                                                            | 2                                                            | –1                                                           | 0                                                            |
| México                                                       | 2                                                            | 1                                                            | 0                                                            | 1                                                            | 5                                                            | 2                                                            | 3                                                            | 50                                                           |
| Panamá                                                       | 1                                                            | 1                                                            | 0                                                            | 0                                                            | 6                                                            | 1                                                            | 5                                                            | 100                                                          |
| Perú                                                         | 2                                                            | 1                                                            | 1                                                            | 0                                                            | 5                                                            | 4                                                            | 1                                                            | 66.67                                                        |
| Uruguay                                                      | 1                                                            | 1                                                            | 0                                                            | 0                                                            | 2                                                            | 0                                                            | 2                                                            | 100                                                          |
| Total                                                        | 10                                                           | 4                                                            | 1                                                            | 5                                                            | 20                                                           | 17                                                           | 3                                                            | 43.33                                                        |

## Ranking
Existen diversos rankings que clasifican a las selecciones nacionales de acuerdo a distintos criterios, de los cuales el principal es el Ranking FIFA.
| Inst. | Ranking actual | Ranking actual | Ranking actual | Ranking actual     | Mejor ranking | Mejor ranking | Mejor ranking | Mejor ranking      | Peor ranking | Peor ranking | Peor ranking | Peor ranking            | {\displaystyle {\overline {X}}} |
| Inst. | Pos.           | V              | Puntaje        | Fecha              | Pos.          | V             | Puntaje       | Fecha              | Pos.         | V            | Puntaje      | Fecha                   | {\displaystyle {\overline {X}}} |
| ----- | -------------- | -------------- | -------------- | ------------------ | ------------- | ------------- | ------------- | ------------------ | ------------ | ------------ | ------------ | ----------------------- | ------------------------------- |
| FIFA  | 57.º           | 5              | 1441           | 9 de julio de 2025 | 3.º           | Sin cambios   | 1353          | 5 de mayo de 2016  | 84.º         | 12           | 468          | 18 de diciembre de 2002 | 31.º                            |
| Elo1  | 47.º           | 5              | 1688           | 8 de julio de 2025 | 2.º           | 2             | 2021          | 7 de julio de 2016 | 60.º         | Sin cambios  | 1565         | 2 de abril de 2003      | —                               |

### Clasificación FIFA
| AÑO/MES                                                                                   | ENE                                            | FEB                                            | MAR                                            | ABR                                            | MAY                                            | JUN                                            | JUL                                            | AGO         | SEP         | OCT         | NOV         | DIC         |
| ----------------------------------------------------------------------------------------- | ---------------------------------------------- | ---------------------------------------------- | ---------------------------------------------- | ---------------------------------------------- | ---------------------------------------------- | ---------------------------------------------- | ---------------------------------------------- | ----------- | ----------- | ----------- | ----------- | ----------- |
| 1993                                                                                      | No existía la clasificación mundial de la FIFA | No existía la clasificación mundial de la FIFA | No existía la clasificación mundial de la FIFA | No existía la clasificación mundial de la FIFA | No existía la clasificación mundial de la FIFA | No existía la clasificación mundial de la FIFA | No existía la clasificación mundial de la FIFA | 49.º (33)   | 52.º (32)   | 52.º (31)   | 53.º (33)   | 55.º (31)   |
| 1994                                                                                      | —                                              | 54.º (31)                                      | 55.º (31)                                      | 46.º (34)                                      | 40.º (36)                                      | 40.º (37)                                      | 40.º (36)                                      | —           | 43.º (36)   | 46.º (36)   | 45.º (36)   | 47.º (36)   |
| 1995                                                                                      | —                                              | 38.º (38)                                      | —                                              | 43.º (37)                                      | 49.º (36)                                      | 42.º (38)                                      | 38.º (40)                                      | 39.º (40)   | 43.º (36)   | 37.º (42)   | 36.º (42)   | 36.º (42)   |
| 1996                                                                                      | 39.º (42)                                      | 33.º (45)                                      | —                                              | 33.º (45)                                      | 29.º (46)                                      | —                                              | 29.º (46)                                      | 21.º (51)   | 26.º (49)   | 26.º (48)   | 26.º (50)   | 26.º (50)   |
| 1997                                                                                      | —                                              | 21.º (51)                                      | —                                              | 26.º (50)                                      | 27.º (51)                                      | 27.º (51)                                      | 27.º (52)                                      | 23.º (53)   | 29.º (53)   | 27.º (53)   | 17.º (57)   | 16.º (57)   |
| 1998                                                                                      | —                                              | 7.º (59)                                       | 8.º (59)                                       | 6.º (59)                                       | 9.º (58)                                       | —                                              | 15.º (59)                                      | 15.º (58)   | 12.º (59)   | 15.º (58)   | 16.º (57)   | 16.º (57)   |
| 1999                                                                                      | 20.º (616)                                     | 20.º (614)                                     | 21.º (610)                                     | 21.º (605)                                     | 23.º (600)                                     | 29.º (597)                                     | 22.º (618)                                     | 23.º (618)  | 24.º (618)  | 23.º (618)  | 22.º (618)  | 23.º (618)  |
| 2000                                                                                      | 23.º (618)                                     | 26.º (616)                                     | 24.º (626)                                     | 23.º (626)                                     | 22.º (626)                                     | 23.º (622)                                     | 22.º (625)                                     | 22.º (625)  | 20.º (645)  | 19.º (642)  | 19.º (642)  | 19.º (639)  |
| 2001                                                                                      | 21.º (629)                                     | 22.º (628)                                     | 22.º (623)                                     | 28.º (617)                                     | 32.º (607)                                     | 35.º (600)                                     | 31.º (619)                                     | 35.º (609)  | 37.º (612)  | 37.º (609)  | 39.º (608)  | 39.º (604)  |
| 2002                                                                                      | 39.º (604)                                     | 42.º (601)                                     | 43.º (596)                                     | 44.º (594)                                     | 45.º (590)                                     | —                                              | 45.º (584)                                     | 50.º (547)  | 57.º (529)  | 67.º (509)  | 72.º (493)  | 84.º (468)  |
| 2003                                                                                      | 78.º (485)                                     | 79.º (483)                                     | 77.º (483)                                     | 80.º (481)                                     | 73.º (494)                                     | 70.º (510)                                     | 74.º (502)                                     | 73.º (505)  | 58.º (538)  | 59.º (532)  | 68.º (523)  | 80.º (506)  |
| 2004                                                                                      | 80.º (506)                                     | 81.º (504)                                     | 80.º (506)                                     | 71.º (520)                                     | 77.º (510)                                     | 65.º (527)                                     | 66.º (534)                                     | 67.º (535)  | 66.º (537)  | 79.º (525)  | 80.º (530)  | 74.º (533)  |
| 2005                                                                                      | 75.º (533)                                     | 74.º (540)                                     | 74.º (538)                                     | 76.º (530)                                     | 76.º (530)                                     | 77.º (544)                                     | 72.º (546)                                     | 73.º (545)  | 76.º (538)  | 72.º (556)  | 63.º (562)  | 64.º (562)  |
| 2006                                                                                      | 64.º (561)                                     | 66.º (560)                                     | 67.º (556)                                     | 67.º (548)                                     | 64.º (557)                                     | —                                              | 46.º (630)                                     | 44.º (642)  | 45.º (637)  | 44.º (655)  | 42.º (697)  | 41.º (700)  |
| 2007                                                                                      | 40.º (700)                                     | 34.º (706)                                     | 32.º (708)                                     | 37.º (696)                                     | 43.º (667)                                     | 53.º (585)                                     | 47.º (642)                                     | 47.º (652)  | 47.º (624)  | 45.º (644)  | 45.º (655)  | 45.º (655)  |
| 2008                                                                                      | 45.º (655)                                     | 40.º (654)                                     | 39.º (658)                                     | 40.º (653)                                     | 41.º (641)                                     | 47.º (623)                                     | 43.º (654)                                     | 39.º (680)  | 40.º (654)  | 36.º (714)  | 35.º (753)  | 31.º (757)  |
| 2009                                                                                      | 30.º (757)                                     | 31.º (743)                                     | 30.º (739)                                     | 26.º (806)                                     | 26.º (796)                                     | 37.º (746)                                     | 27.º (811)                                     | 26.º (817)  | 21.º (846)  | 17.º (909)  | 17.º (926)  | 15.º (936)  |
| 2010                                                                                      | 16.º (955)                                     | 14.º (971)                                     | 13.º (974)                                     | 15.º (948)                                     | 18.º (888)                                     | —                                              | 10.º (988)                                     | 10.º (988)  | 10.º (1004) | 14.º (932)  | 16.º (929)  | 15.º (951)  |
| 2011                                                                                      | 15.º (951)                                     | 14.º (947)                                     | 14.º (954)                                     | 14.º (952)                                     | 13.º (967)                                     | 27.º (782)                                     | 11.º (974)                                     | 11.º (960)  | 14.º (932)  | 16.º (941)  | 13.º (970)  | 13.º (970)  |
| 2012                                                                                      | 12.º (973)                                     | 12.º (996)                                     | 14.º (950)                                     | 13.º (967)                                     | 13.º (968)                                     | 11.º (994)                                     | 15.º (961)                                     | 15.º (953)  | 14.º (984)  | 17.º (948)  | 21.º (853)  | 26.º (793)  |
| 2013                                                                                      | 30.º (774)                                     | 23.º (815)                                     | 22.º (829)                                     | 23.º (870)                                     | 23.º (847)                                     | 25.º (841)                                     | 21.º (872)                                     | 21.º (871)  | 16.º (967)  | 12.º (1051) | 15.º (1014) | 15.º (1014) |
| 2014                                                                                      | 15.º (1005)                                    | 14.º (1038)                                    | 15.º (998)                                     | 14.º (1011)                                    | 13.º (1037)                                    | 14.º (1026)                                    | 12.º (1098)                                    | 12.º (1100) | 12.º (1100) | 13.º (1060) | 14.º (1022) | 14.º (1022) |
| 2015                                                                                      | 14.º (1016)                                    | 14.º (1037)                                    | 15.º (1057)                                    | 16.º (991)                                     | 16.º (1002)                                    | 19.º (989)                                     | 11.º (1129)                                    | 10.º (1124) | 8.º (1149)  | 9.º (1177)  | 5.º (1288)  | 5.º (1273)  |
| 2016                                                                                      | 5.º (1269)                                     | 5.º (1293)                                     | 5.º (1307)                                     | 3.º (1348)                                     | 3.º (1353)                                     | 5.º (1293)                                     | 5.º (1316)                                     | 5.º (1316)  | 6.º (1284)  | 6.º (1273)  | 4.º (1404)  | 4.º (1404)  |
| 2017                                                                                      | 4.º (1404)                                     | 4.º (1386)                                     | 4.º (1389)                                     | 4.º (1403)                                     | 4.º (1411)                                     | 4.º (1422)                                     | 7.º (1250)                                     | 7.º (1250)  | 9.º (1195)  | 9.º (1173)  | 10.º (1162) | 10.º (1162) |
| 2018                                                                                      | 10.º (1147)                                    | 10.º (1153)                                    | 10.º (1161)                                    | 9.º (1146)                                     | 9.º (1146)                                     | 9.º (1135)                                     | —                                              | 12.º (1570) | 12.º (1568) | 13.º (1568) | 13.º (1565) | 13.º (1565) |
| 2019                                                                                      | —                                              | 13.º (1565)                                    | —                                              | 15.º (1559)                                    | —                                              | 16.º (1561)                                    | 14.º (1583)                                    | —           | 17.º (1576) | 17.º (1579) | 17.º (1579) | 17.º (1579) |
| 2020                                                                                      | —                                              | 17.º (1579)                                    | —                                              | 17.º (1579)                                    | —                                              | 17.º (1579)                                    | 17.º (1579)                                    | —           | 17.º (1579) | 17.º (1570) | 17.º (1567) | 17.º (1567) |
| 2021                                                                                      | —                                              | 17.º (1567)                                    | —                                              | 19.º (1570)                                    | 19.º (1570)                                    | —                                              | —                                              | 20.º (1558) | 23.º (1537) | 21.º (1546) | 24.º (1541) | 24.º (1543) |
| 2022                                                                                      | —                                              | 26.º (1543)                                    | 28.º (1526)                                    | —                                              | —                                              | 29.º (1514)                                    | —                                              | 29.º (1514) | —           | 29.º (1509) | —           | 31.º (1506) |
| 2023                                                                                      | —                                              | —                                              | —                                              | 31.º (1511)                                    | —                                              | 32.º (1511)                                    | 32.º (1511)                                    | —           | 36.º (1504) | 37.º (1503) | 40.º (1489) | 40.º (1489) |
| 2024                                                                                      | —                                              | 42.º (1489)                                    | —                                              | 42.º (1491)                                    | —                                              | 40.º (1496)                                    | 43.º (1489)                                    | —           | 49.º (1467) | 53.º (1455) | 50.º (1469) | 50.º (1469) |
| 2025                                                                                      | —                                              | —                                              | —                                              | 52.º (1461)                                    | —                                              | —                                              | 57.º (1441)                                    | —           |             |             |             |             |
| Posición promedio desde la creación de la Clasificación mundial de la FIFA: 31.ª posición |                                                |                                                |                                                |                                                |                                                |                                                |                                                |             |             |             |             |             |

Clasificación de la FIFA más alta: 3.º (5 de mayo de 2016)

Clasificación de la FIFA más baja: 84.º (18 de diciembre de 2002)

Mejor progresión de la historia: +18 (12 de julio de 2006)

Peor progresión de la historia: –14 (29 de junio de 2011)

Fuente: Ficha de Chile en FIFA y Estadísticas FIFA Archivado el 12 de junio de 2018 en Wayback Machine.

Colores: *Dorado =1.er puesto; *Plateado =2.o puesto; *Bronce =3.er puesto; *Celeste oscuro = Top 5; *Celeste =Top 10; *Rosado =Peor posición

## Encuentros recurrentes
Sus dos encuentros más recurrentes son con las selecciones de Argentina —que convoca una alta asistencia en Chile— y Uruguay, con las que desde mayo de 1910 ha jugado 96 y 86 partidos, respectivamente. Los tres jugadores que más veces le han anotado son los brasileños Robinho con nueve, Pelé con ocho y el uruguayo Luis Suárez con la misma cantidad.

## Patrocinadores oficiales
| Auspiciadores   | Fecha      | Proveedores | Fecha      |
| --------------- | ---------- | ----------- | ---------- |
| Adidas          | Desde 2021 | Sky Airline | Desde 2023 |
| BCI             | Desde 2023 | McDonald's  | Desde 2023 |
| MG Motor        | Desde 2023 | PedidosYa   | Desde 2023 |
| ACHS            | Desde 2023 | Mundo       | Desde 2024 |
| Gatorade        | Desde 2023 | Chilevisión | Desde 2018 |
| Cerveza Cristal | Desde 2007 | Lay's       | Desde 2024 |

## Patrocinadores anteriores
- Coca-Cola (1962-2023)
- Lan Chile/LATAM (1996-1998, 2021-2022)
- Omo (2000-2001)
- Entel PCS/Entel (2003-2018)
- Johnson´s (2007-2010)
- Sodimac (2007-2022)
- Canal 13 (2007-2010)
- Banco de Chile (2011-2014)
- Samsung (2011-2014)
- Corpbanca/Itaú (2015-2018)
- Unimarc (2017-2018)
- Arauco (2019-2022)
- Claro (2019-2022)
- Banco Santander (2019-2022)
- Powerade (2020-2023)
- Betsson (2021-2022)
- Paramount+/Pluto TV (2023-2024)

## Transmisión televisiva
Desde agosto de 2018,1 los partidos han sido transmitidos por Chilevisión. El 27 de enero de 2022, se renovaron los derechos para emitir los partidos de la selección rumbo a la Copa Mundial de la FIFA 2026, que por primera vez se emitirán a través de Pluto TV y el servicio de streaming Paramount+ desde 2023.
Desde marzo de 2024 se transmiten los partidos amistosos por ESPN y Star+.[cita requerida]

## Uniforme

Escudo institucional de la federación y de la camiseta de la selección.

Su actual uniforme titular se caracteriza por tener camiseta roja, pantalones azules y medias blancas, mientras que el de recambio tiene camiseta blanca con detalles en rojo y azul, pantalones blancos y medias azules. El color de la camiseta le ha dado el apelativo de la Roja, término afianzado desde la década de 1980, y derivados como Marea roja para su hinchada, especialmente durante la Copa Mundial de Fútbol de 1998.
Sin embargo, este uniforme no ha sido el único a lo largo de su historia. La primera camiseta utilizada por la selección nacional, para sus primeros encuentros internacionales de 1910, era mitad roja hacia la derecha y mitad blanca hacia la izquierda, con escudo a la altura del pecho sobre el costado izquierdo.
Las marcas debutaron en 1973. Con motivo del partido ante la Unión Soviética en Moscú por las Clasificatorias a la Copa Mundial de Fútbol de 1974, hubo un primer acercamiento para que una firma deportiva internacional se hiciera cargo del vestuario del seleccionado. Por gestiones de los futbolistas Alberto Fouillioux e Ignacio Prieto, quienes en esa fecha jugaban en el club francés Lille, se tanteó la opción de la marca gala Le Coq Sportif. Los seleccionados vistieron sus buzos en la previa al duelo con los soviéticos, e incluso jugaron algunos amistosos ante clubes con sus camisetas rojas. Sin embargo, al no haber un contrato formal con Le Coq Sportif, el símbolo del gallito fue tapado con un escudo chileno y una cinta tricolor.
Fue Adidas la que asumió la responsabilidad, diseñando el primer modelo (que se extendió hasta las Clasificatorias de la Copa Mundial de Fútbol de 1978) donde la camiseta roja exhibía en los hombros vivos blancos con dos líneas paralelas, una roja y otra azul. A partir de ahí, la camiseta ha sufrido algunas modificaciones de menor escala, como las tres franjas de la ya mencionada Adidas sobre el hombro derecho y la parte inferior izquierda del short entre 1993 y 1994, o el logo de Reebok sobre la camiseta entre 1996 y 1997, que luego fue modificado a dos franjas blancas en 1998, hasta el término del vínculo en 2000. En dicho año la indumentaria corrió por cuenta de Umbro, que varió el tono de la camiseta de un rojo brillante a un rojo granate, volviendo a su color tradicional a fines de 2006, de la mano de la firma estadounidense Brooks Sports, ya a cargo del uniforme desde 2003.
La empresa Brooks finalizó su vínculo meses después de la Copa Mundial de Fútbol de 2010 con la licitación para la nueva marca que vistió a la selección. Dicho trámite se lo adjudicó la empresa Puma, que firmó un contrato con la FFCh hasta julio de 2015. El modelo de la camiseta fue presentado el 17 de noviembre de 2010 en un amistoso frente a Uruguay.
La empresa Puma finalizó su vínculo después de la Copa América 2015 con la licitación para la nueva marca que vestirá a la selección desde agosto de 2015. Dicho trámite se lo adjudicó la empresa estadounidense Nike. De esta forma, la marca fue la encargada de todas las indumentarias de la selección una vez finalizada la Copa América Chile 2015. El contrato con Nike duraría hasta la Copa Mundial de Fútbol de 2022. Sin embargo, la marca estadounidense decidió romper el acuerdo unilateralmente antes del comienzo de la Copa América 2021, luego de negarse a pagar una deuda millonaria que mantiene con la Federación de Fútbol de Chile. El 1 de septiembre de 2021, y después de 27 años se anunció que Adidas será el nuevo encargado de vestir a la Selección Chilena hasta el año 2026.

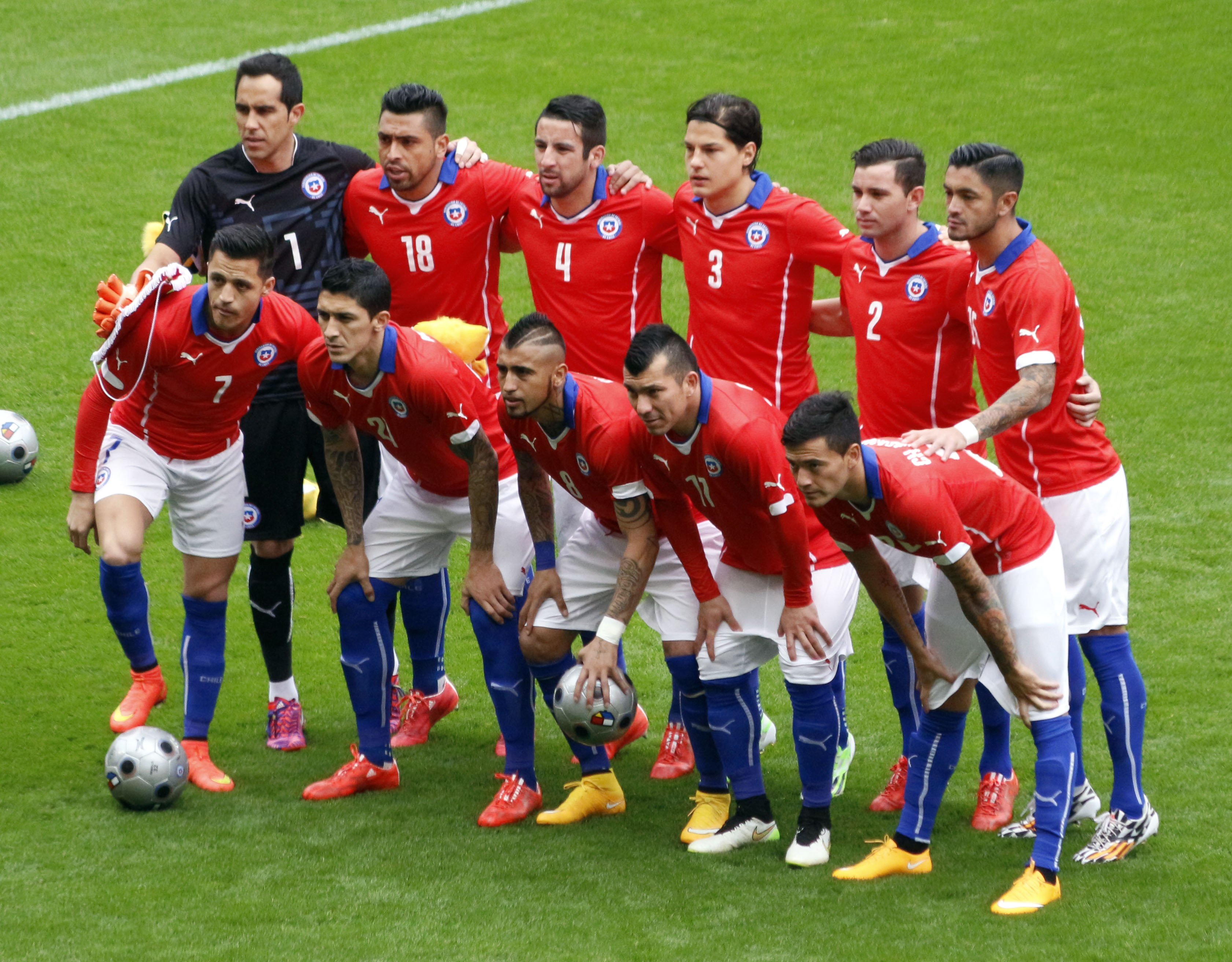
Formación de Chile el, en un amistoso ante la selección brasileña

| Primera equipación | (ver evolución) | Equipación actual |

## Jugadores

### Última convocatoria
Nómina para los partidos ante Argentina y Bolivia por disputar entre el 5 y el 10 de junio de 2025.
Partidos disputados, goles convertidos y clubes actualizados al 10 de junio de 2025 (Bolivia vs Chile).
| N.° | Nombre               | Pos.           | Edad    | Partidos | Goles | Equipo                    |
| --- | -------------------- | -------------- | ------- | -------- | ----- | ------------------------- |
| 1   | Gabriel Castellón    | Guardameta     | 31 años | 0        | 0     | Universidad de Chile      |
| 12  | Lawrence Vigouroux   | Guardameta     | 31 años | 0        | 0     | Swansea City              |
| 23  | Brayan Cortés        | Guardameta     | 30 años | 25       | 0     | Colo-Colo                 |
| -   | Esteban Matus        | Defensa        | 23 años | 0        | 0     | Audax Italiano            |
| -   | Iván Román           | Defensa        | 19 años | 0        | 0     | Atlético Mineiro          |
| 2   | Fabián Hormazábal    | Defensa        | 29 años | 4        | 0     | Universidad de Chile      |
| 3   | Nicolás Fernández    | Defensa        | 26 años | 3        | 0     | Universidad de Chile      |
| 4   | Francisco Sierralta  | Defensa        | 28 años | 17       | 0     | Watford                   |
| 5   | Felipe Loyola        | Defensa        | 25 años | 12       | 0     | Independiente             |
| 13  | Benjamín Kuscevic    | Defensa        | 29 años | 11       | 0     | Fortaleza                 |
| 16  | Igor Lichnovsky      | Defensa        | 31 años | 14       | 0     | América                   |
| 17  | Gabriel Suazo        | Defensa        | 28 años | 35       | 0     | Toulouse                  |
| 21  | Matías Sepúlveda     | Defensa        | 26 años | 0        | 0     | Universidad de Chile      |
| 6   | Vicente Pizarro      | Centrocampista | 22 años | 8        | 0     | Colo-Colo                 |
| 7   | Marcelino Núñez      | Centrocampista | 25 años | 31       | 5     | Norwich City              |
| 8   | Rodrigo Ureña        | Centrocampista | 32 años | 1        | 0     | Universitario de Deportes |
| 14  | Darío Osorio         | Centrocampista | 21 años | 19       | 1     | Midtjylland               |
| 15  | Esteban Pavez        | Centrocampista | 35 años | 18       | 0     | Colo-Colo                 |
| 18  | Rodrigo Echeverría   | Centrocampista | 30 años | 23       | 1     | León                      |
| 19  | Javier Altamirano    | Centrocampista | 25 años | 3        | 0     | Universidad de Chile      |
| 22  | Lucas Assadi         | Centrocampista | 21 años | 4        | 0     | Universidad de Chile      |
| 9   | Maximiliano Guerrero | Delantero      | 25 años | 3        | 0     | Universidad de Chile      |
| 10  | Alexis Sánchez       | Delantero      | 36 años | 168      | 50    | Udinese                   |
| 11  | Víctor Dávila        | Delantero      | 27 años | 20       | 3     | América                   |
| 20  | Lucas Cepeda         | Delantero      | 22 años | 7        | 3     | Colo-Colo                 |

### Recientemente convocados
Los siguientes jugadores han sido nominados a la selección chilena en el período de un año.

Partidos disputados y goles convertidos actualizados hasta el 5 de junio de 2025 (Chile vs Argentina). Club al momento de ser nominados.
| N.º | Nombre                      | Posición       | Edad    | PJ  | Goles | Equipo               | Última convocatoria                         | Fecha                    |
| --- | --------------------------- | -------------- | ------- | --- | ----- | -------------------- | ------------------------------------------- | ------------------------ |
| 12  | Gabriel Arias               | Guardameta     | 37 años | 19  | 0     | Racing Club          | vs. Bolivia - Eliminatorias Sudamericanas   | 10 de septiembre de 2024 |
| 12  | Vicente Reyes               | Guardameta     | 21 años | 0   | 0     | Cambridge United     | vs. Venezuela - Eliminatorias Sudamericanas | 19 de noviembre de 2024  |
| 12  | Thomas Gillier              | Guardameta     | 21 años | 0   | 0     | Universidad Católica | vs. Panamá - Amistoso                       | 8 de febrero de 2025     |
| -   | Eugenio Mena                | Defensa        | 37 años | 73  | 3     | Universidad Católica | vs. Bolivia - Eliminatorias Sudamericanas   | 10 de septiembre de 2024 |
| 21  | Matías Catalán(Les.)        | Defensa        | 32 años | 9   | 0     | Talleres de Córdoba  | vs. Bolivia - Eliminatorias Sudamericanas   | 10 de septiembre de 2024 |
| 6   | Thomas Galdames             | Defensa        | 26 años | 4   | 0     | Krylia Sovetov       | vs. Colombia - Eliminatorias Sudamericanas  | 15 de octubre de 2024    |
| 22  | Matías Zaldivia             | Defensa        | 34 años | 1   | 0     | Universidad de Chile | vs. Colombia - Eliminatorias Sudamericanas  | 15 de octubre de 2024    |
| -   | Marcelo Morales(Les.)       | Defensa        | 22 años | 2   | 0     | Universidad de Chile | vs. Perú - Eliminatorias Sudamericanas      | 12 de noviembre de 2024  |
| 4   | Mauricio Isla               | Defensa        | 37 años | 144 | 5     | Colo-Colo            | vs. Panamá - Amistoso                       | 6 de febrero de 2025     |
| 3   | Daniel González             | Defensa        | 23 años | 2   | 0     | Universidad Católica | vs. Panamá - Amistoso                       | 8 de febrero de 2025     |
| 5   | Sebastián Vegas             | Defensa        | 28 años | 21  | 2     | Colo-Colo            | vs. Panamá - Amistoso                       | 8 de febrero de 2025     |
| 15  | Ignacio Tapia               | Defensa        | 26 años | 0   | 0     | Universidad de Chile | vs. Panamá - Amistoso                       | 8 de febrero de 2025     |
| 17  | Branco Ampuero              | Defensa        | 32 años | 2   | 0     | Universidad Católica | vs. Panamá - Amistoso                       | 8 de febrero de 2025     |
| 2   | Erick Wiemberg              | Defensa        | 31 años | 2   | 0     | Colo-Colo            | vs. Ecuador - Eliminatorias Sudamericanas   | 25 de marzo de 2025      |
| 7   | Dylan Escobar               | Defensa        | 24 años | 1   | 0     | Universidad Católica | vs. Ecuador - Eliminatorias Sudamericanas   | 25 de marzo de 2025      |
| 5   | Paulo Díaz(Les.)            | Defensa        | 30 años | 54  | 1     | River Plate          | vs. Argentina - Eliminatorias Sudamericanas | 2 de junio de 2025       |
| 3   | Guillermo Maripán(Sanc.)    | Defensa        | 31 años | 55  | 2     | Torino               | vs. Argentina - Eliminatorias Sudamericanas | 5 de junio de 2025       |
| 2   | Claudio Baeza               | Centrocampista | 31 años | 18  | 0     | Toluca               | vs. Bolivia - Eliminatorias Sudamericanas   | 10 de septiembre de 2024 |
| 16  | Ulises Ortegoza             | Centrocampista | 28 años | 1   | 0     | Talleres             | vs. Colombia - Eliminatorias Sudamericanas  | 15 de octubre de 2024    |
| 17  | César Pérez                 | Centrocampista | 22 años | 4   | 0     | Defensa y Justicia   | vs. Colombia - Eliminatorias Sudamericanas  | 15 de octubre de 2024    |
| -   | Williams Alarcón(Les.)      | Centrocampista | 24 años | 7   | 0     | Huracán              | vs. Perú - Eliminatorias Sudamericanas      | 7 de noviembre de 2024   |
| -   | Erick Pulgar(Les.)          | Centrocampista | 31 años | 54  | 4     | Flamengo             | vs. Perú - Eliminatorias Sudamericanas      | 12 de noviembre de 2024  |
| 7   | Pablo Aránguiz              | Centrocampista | 28 años | 1   | 0     | Unión Española       | vs. Panamá - Amistoso                       | 8 de febrero de 2025     |
| 10  | Ariel Uribe                 | Centrocampista | 26 años | 1   | 1     | Unión Española       | vs. Panamá - Amistoso                       | 8 de febrero de 2025     |
| 13  | Cristián Cuevas             | Centrocampista | 30 años | 2   | 0     | Universidad Católica | vs. Panamá - Amistoso                       | 8 de febrero de 2025     |
| 18  | Alfred Canales              | Centrocampista | 25 años | 0   | 0     | Universidad Católica | vs. Panamá - Amistoso                       | 8 de febrero de 2025     |
| 21  | Marcelo Díaz                | Centrocampista | 38 años | 62  | 1     | Universidad de Chile | vs. Panamá - Amistoso                       | 8 de febrero de 2025     |
| 24  | Álvaro Madrid               | Centrocampista | 30 años | 1   | 0     | Everton              | vs. Panamá - Amistoso                       | 8 de febrero de 2025     |
| 15  | Diego Valdés                | Centrocampista | 31 años | 37  | 2     | América              | vs. Ecuador - Eliminatorias Sudamericanas   | 25 de marzo de 2025      |
| 10  | Luciano Cabral(Les.)        | Centrocampista | 30 años | 3   | 0     | Independiente        | vs. Argentina - Eliminatorias Sudamericanas | 2 de junio de 2025       |
| 20  | Charles Aránguiz            | Centrocampista | 36 años | 103 | 7     | Universidad de Chile | vs. Argentina - Eliminatorias Sudamericanas | 3 de junio de 2025       |
| 8   | Arturo Vidal(Sanc.)         | Centrocampista | 38 años | 147 | 34    | Colo-Colo            | vs. Argentina - Eliminatorias Sudamericanas | 5 de junio de 2025       |
| -   | Bruno Barticciotto(Les.)    | Delantero      | 24 años | 1   | 2     | Talleres de Córdoba  | vs. Argentina - Eliminatorias Sudamericanas | 3 de septiembre de 2024  |
| 16  | Jean Meneses                | Delantero      | 32 años | 24  | 3     | Vasco da Gama        | vs. Bolivia - Eliminatorias Sudamericanas   | 10 de septiembre de 2024 |
| 22  | Ben Brereton Díaz           | Delantero      | 26 años | 35  | 7     | Southampton          | vs. Bolivia - Eliminatorias Sudamericanas   | 10 de septiembre de 2024 |
| 9   | Carlos Palacios(Pers.)      | Delantero      | 25 años | 10  | 0     | Colo-Colo            | vs. Brasil - Eliminatorias Sudamericanas    | 12 de octubre de 2024    |
| 7   | Gonzalo Tapia               | Delantero      | 23 años | 3   | 0     | Universidad Católica | vs. Venezuela - Eliminatorias Sudamericanas | 19 de noviembre de 2024  |
| 9   | Felipe Mora                 | Delantero      | 32 años | 11  | 1     | Portland Timbers     | vs. Venezuela - Eliminatorias Sudamericanas | 19 de noviembre de 2024  |
| -   | Maximiliano Gutiérrez(Les.) | Delantero      | 21 años | 0   | 0     | Huachipato           | vs. Panamá - Amistoso                       | 5 de febrero de 2025     |
| 9   | Nicolás Guerra              | Delantero      | 26 años | 1   | 3     | Universidad de Chile | vs. Panamá - Amistoso                       | 8 de febrero de 2025     |
| 22  | Steffan Pino                | Delantero      | 31 años | 1   | 1     | Deportes Iquique     | vs. Panamá - Amistoso                       | 8 de febrero de 2025     |
| 11  | Eduardo Vargas              | Delantero      | 35 años | 120 | 45    | Nacional             | vs. Ecuador - Eliminatorias Sudamericanas   | 25 de marzo de 2025      |
| 22  | Fernando Zampedri           | Delantero      | 37 años | 2   | 0     | Universidad Católica | vs. Ecuador - Eliminatorias Sudamericanas   | 25 de marzo de 2025      |
| 9   | Alexander Aravena(Les.)     | Delantero      | 22 años | 13  | 0     | Gremio               | vs. Bolivia - Eliminatorias Sudamericanas   | 7 de junio de 2025       |

- Les. El jugador fue liberado de la convocatoria debido a una lesión.
- Sanc. El jugador fue liberado debido a una sanción.
- Pers. El jugador fue liberado por asuntos personales.
- Ret. El jugador se retiró de la selección nacional o el fútbol.

### Más participaciones

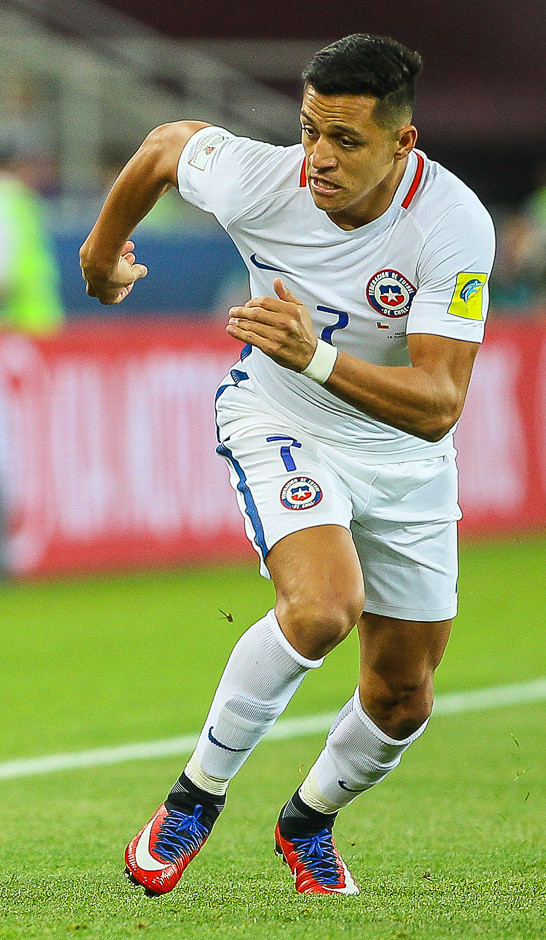
Alexis Sánchez es el jugador con más presencias (168) y el máximo goleador histórico (50) de la Roja

| #                                                                          | Jugador          | Periodo       | Partidos | Goles | Promedio | Títulos | Otros títulos |
| -------------------------------------------------------------------------- | ---------------- | ------------- | -------- | ----- | -------- | ------- | ------------- |
| 1.                                                                         | Alexis Sánchez   | 2006-presente | 168      | 50    | 0.3      |         |               |
| 2.                                                                         | Gary Medel       | 2007-2023     | 161      | 7     | 0.04     |         |               |
| 3.                                                                         | Claudio Bravo    | 2004-2024     | 150      | 0     | 0        |         |               |
| 4.                                                                         | Arturo Vidal     | 2007-2025     | 147      | 34    | 0.23     |         |               |
| 5.                                                                         | Mauricio Isla    | 2007-2024     | 144      | 5     | 0.03     |         |               |
| 6.                                                                         | Eduardo Vargas   | 2009-2025     | 120      | 45    | 0.38     |         |               |
| 7.                                                                         | Gonzalo Jara     | 2006-2019     | 115      | 3     | 0.03     |         |               |
| 8.                                                                         | Jean Beausejour  | 2004-2020     | 109      | 6     | 0.06     |         |               |
| 9.                                                                         | Charles Aránguiz | 2009-2025     | 103      | 7     | 0.07     |         |               |
| 10.                                                                        | Leonel Sánchez   | 1955-1968     | 85       | 24    | 0.28     |         |               |
| Actualizado hasta el 10 de junio de 2025 Último partido: Bolivia vs. Chile |                  |               |          |       |          |         |               |

| 11. | Jorge Valdivia        | 2004-2017     | 79 | 7  | 0.09 |  |  |
| 12. | Matías Fernández      | 2005-2018     | 74 | 14 | 0.19 |  |  |
| 13. | Nelson Tapia          | 1994-2005     | 73 | 0  | 0    |  |  |
| 13. | Eugenio Mena          | 2010-2024     | 73 | 3  | 0.04 |  |  |
| 15. | Alberto Fouillioux    | 1960-1972     | 71 | 12 | 0.17 |  |  |
| 16. | Marcelo Salas         | 1994-2007     | 70 | 37 | 0.53 |  |  |
| 17. | Iván Zamorano         | 1987-2001     | 69 | 34 | 0.49 |  |  |
| 17. | Fabián Estay          | 1990-2001     | 69 | 5  | 0.07 |  |  |
| 19. | Pablo Contreras       | 1999-2012     | 67 | 2  | 0.03 |  |  |
| 20. | Javier Margas         | 1990-2000     | 63 | 6  | 0.1  |  |  |
| 21. | Miguel Ramírez        | 1991-2003     | 62 | 1  | 0.02 |  |  |
| 21. | Marcelo Díaz          | 2011-2025     | 62 | 1  | 0.02 |  |  |
| 23. | Clarence Acuña        | 1995-2004     | 61 | 3  | 0.05 |  |  |
| 24. | Humberto Suazo        | 2005-2013     | 60 | 21 | 0.35 |  |  |
| 25. | Juan Carlos Letelier  | 1979-1989     | 57 | 18 | 0.32 |  |  |
| 26. | Mark González         | 2003-2016     | 56 | 6  | 0.11 |  |  |
| 27. | Pedro Reyes           | 1994-2001     | 55 | 4  | 0.07 |  |  |
| 27. | José Pedro Fuenzalida | 2008-2020     | 55 | 5  | 0.09 |  |  |
| 27. | Guillermo Maripán     | 2017-presente | 55 | 2  | 0.04 |  |  |
| 29. | José Luis Sierra      | 1991-2000     | 54 | 8  | 0.15 |  |  |
| 29. | Erick Pulgar          | 2015-presente | 54 | 4  | 0.07 |  |  |
| 29. | Paulo Díaz            | 2015-presente | 54 | 1  | 0.02 |  |  |
| 33. | Pedro Araya           | 1964-1971     | 53 | 14 | 0.26 |  |  |
| 33. | Jaime Pizarro         | 1986-1993     | 53 | 3  | 0.06 |  |  |
| 35. | Sergio Livingstone    | 1941-1954     | 52 | 0  | 0    |  |  |
| 35. | Nelson Parraguez      | 1991-2001     | 52 | 0  | 0    |  |  |
| 37. | Francisco Valdés      | 1962-1975     | 50 | 9  | 0.18 |  |  |
| 37. | Alberto Quintano      | 1967-1979     | 50 | 0  | 0    |  |  |
| 37. | Ronald Fuentes        | 1991-2000     | 50 | 1  | 0.02 |  |  |
| 37. | Carlos Carmona        | 2008-2017     | 50 | 1  | 0.02 |  |  |

- Los jugadores con más participaciones en Copas Mundiales de categoría absoluta, con nueve partidos cada uno, son Leonel Sánchez (Chile 1962 e Inglaterra 1966) y Elías Figueroa (Inglaterra 1966, Alemania 1974 y España 1982).

### Máximos goleadores
| #                                                                          | Jugador              | Periodo       | Goles | Partidos | Promedio | Títulos | Otros títulos |
| -------------------------------------------------------------------------- | -------------------- | ------------- | ----- | -------- | -------- | ------- | ------------- |
| 1.                                                                         | Alexis Sánchez       | 2006-presente | 50    | 168      | 0.3      |         |               |
| 2.                                                                         | Eduardo Vargas       | 2009-2025     | 45    | 120      | 0.38     |         |               |
| 3.                                                                         | Marcelo Salas        | 1994-2007     | 37    | 70       | 0.53     |         |               |
| 4.                                                                         | Iván Zamorano        | 1987-2001     | 34    | 69       | 0.49     |         |               |
| 4.                                                                         | Arturo Vidal         | 2007-2025     | 34    | 147      | 0.23     |         |               |
| 6.                                                                         | Carlos Caszely       | 1969-1985     | 29    | 48       | 0.6      |         |               |
| 7.                                                                         | Leonel Sánchez       | 1955-1968     | 24    | 85       | 0.28     |         |               |
| 8.                                                                         | Jorge Aravena        | 1983-1990     | 22    | 37       | 0.59     |         |               |
| 9.                                                                         | Humberto Suazo       | 2005-2013     | 21    | 60       | 0.35     |         |               |
| 10.                                                                        | Juan Carlos Letelier | 1979-1989     | 18    | 57       | 0.32     |         |               |
| Actualizado hasta el 10 de junio de 2024 Último partido: Bolivia vs. Chile |                      |               |       |          |          |         |               |

| 11. | Enrique Hormazábal | 1950-1963 | 17 | 43 | 0.4  |  |  |
| 12. | Pedro Araya        | 1964-1971 | 14 | 53 | 0.26 |  |  |
| 12. | Matías Fernández   | 2005-2018 | 14 | 74 | 0.19 |  |  |
| 14. | Raúl Toro          | 1936-1941 | 12 | 13 | 0.92 |  |  |
| 14. | Hugo Rubio         | 1984-1991 | 12 | 36 | 0.33 |  |  |
| 14. | Esteban Paredes    | 2006-2018 | 12 | 42 | 0.29 |  |  |
| 14. | Jaime Ramírez      | 1954-1966 | 12 | 46 | 0.26 |  |  |
| 14. | Alberto Fouillioux | 1960-1972 | 12 | 70 | 0.17 |  |  |
| 19. | Julio Crisosto     | 1971-1977 | 11 | 27 | 0.41 |  |  |
| 20. | Atilio Cremaschi   | 1945-1954 | 10 | 29 | 0.34 |  |  |
| 20. | René Meléndez      | 1950-1960 | 10 | 40 | 0.25 |  |  |
| 20. | Reinaldo Navia     | 1999-2007 | 10 | 40 | 0.25 |  |  |
| 20. | Rubén Marcos       | 1963-1969 | 10 | 43 | 0.23 |  |  |

En cursiva jugadores activos en la selección, con fondo      jugadores activos en alguna liga.
- Los jugadores con más goles en Copas Mundiales de categoría absoluta, con cuatro goles cada uno, son Leonel Sánchez (Chile 1962) y Marcelo Salas (Francia 1998).

## Entrenadores
En el anexo se muestra la lista de todos los entrenadores que han dirigido a la selección chilena desde 1916.

### Cuerpo técnico actual
| Dirección técnica actual | Dirección técnica actual                           | Dirección técnica actual | Dirección técnica actual                               |
| ------------------------ | -------------------------------------------------- | ------------------------ | ------------------------------------------------------ |
| Entrenador               | Nicolas Córdova (interino)                         | Entrenadores ayudantes   | Sebastian Miranda (interino) Ariel Leporati (interino) |
| Preparador físico        | José Peralta (interino) Camilo Mardones (interino) | Preparadores de arqueros | Felipe Donoso (interino) Bruno Vásquez (interino)      |
| Médicos                  | Fernando Yáñez (interino)                          | Auxiliar físico          | Sebastián Rojas                                        |
| Kinesiólogo              | Pedro Oñate                                        | Auxiliar de utilería     | Felipe González                                        |

## Instalaciones
Desde 1910 hasta 1922, y debido a que la Federación tenía su sede en Valparaíso, donde la actividad futbolística en Chile se inició y desarrolló, el estadio que acogió los primeros partidos de la Roja como local fue el Valparaíso Sporting Club —allí se disputó el Campeonato Sudamericano (actual Copa América) en 1920, cuando Chile organizó el torneo por primera vez en su historia—.
Entre 1923 y 1937, y debido al traslado de la Federación a Santiago en los años 1920, algunos partidos de la Roja se jugaron en los Campos de Sports de Ñuñoa —allí se disputó el Campeonato Sudamericano en 1926, cuando Chile logró su primer triunfo en partidos oficiales de «clase A» el 12 de octubre al derrotar por 7-1 a Bolivia—.

### Estadio Nacional de Chile Julio Martínez Prádanos

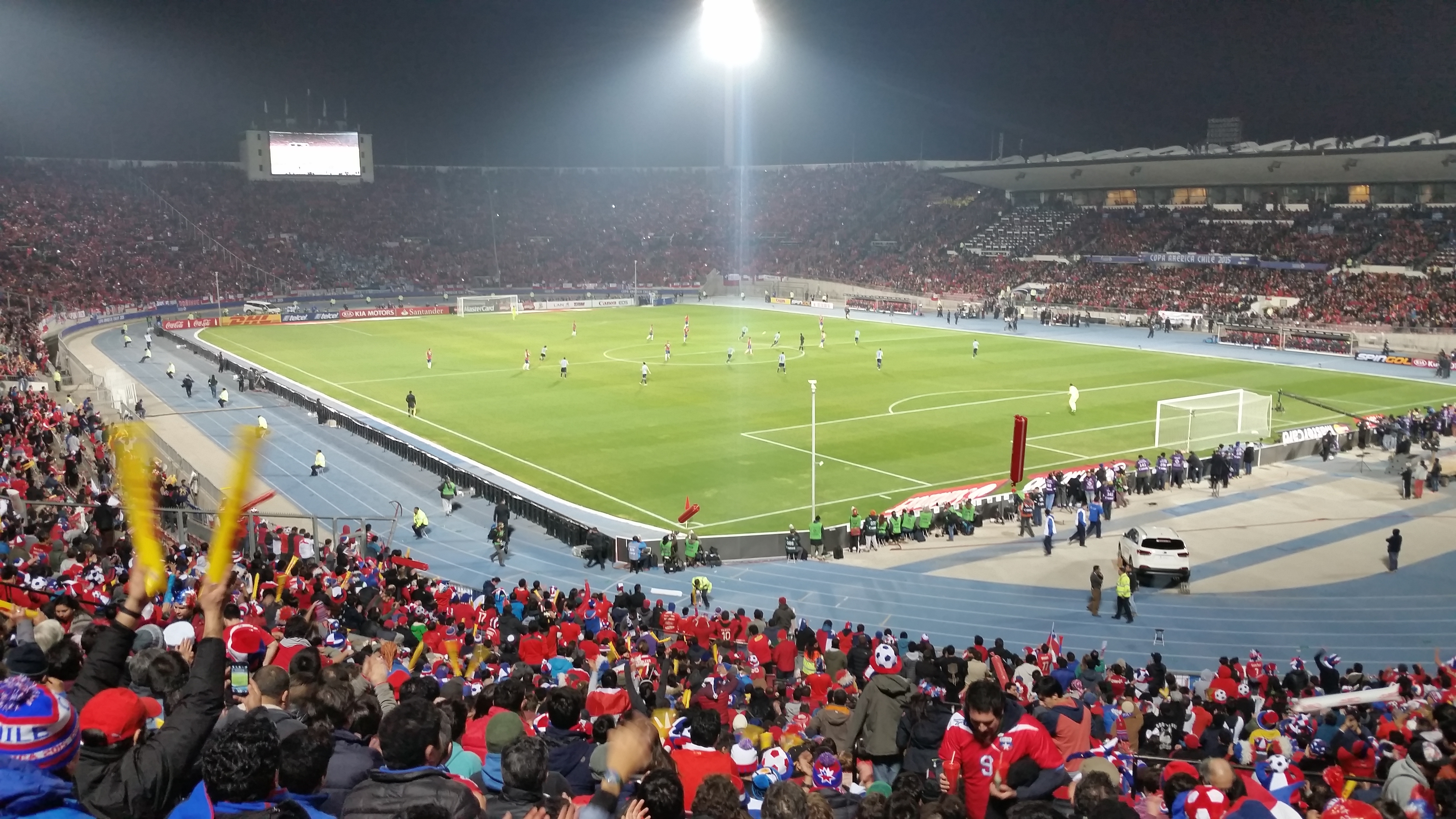
El Estadio Nacional durante un partido de la Roja

Conocido como «el Coloso de Ñuñoa», es la casa de la selección chilena en sus partidos como local. Su primer partido en ese recinto ocurrió el 26 de febrero de 1939, cuando la Roja venció en un partido amistoso a Paraguay por 4-1. Desde 1954, ha sido la principal sede de la Roja para los partidos de clasificatorias a la Copa Mundial de Fútbol. En algunas ocasiones, también ha sido sede de los partidos amistosos de la selección.
Además de haber albergado a la selección como local, aquí se han organizado torneos futbolísticos: A nivel mundial, la Copa Mundial de Fútbol de 1962; a nivel regional, ha albergado las ediciones de la Copa América de 1941, 1945, 1955, 1967 (fase preliminar), 1975 (sin sede definida), 1979 (sin sede definida), 1983 (sin sede definida), 1991 (salvo un partido que disputó en Concepción) y 2015.
El recinto de Ñuñoa es el lugar donde la Roja ha vivido los dos momentos más importantes de su historia: la obtención del tercer lugar en la Copa Mundial de Fútbol de 1962 (máximo logro a nivel mundial), cuando jugó cinco partidos (más el partido de cuartos de final que se disputó en Arica); y la coronación como campeón de la Copa América 2015, el primer trofeo que la selección adulta levantó en su historia, cuando jugó seis partidos como local (incluida la final frente a Argentina). En ambas ocasiones fue el anfitrión.

### Estadio Monumental
Desde fines de los años 1990, el recinto de Colo-Colo ha sido escenario ocasional de partidos de la Roja —principalmente cuando el césped del Estadio Nacional no está en óptimo estado—. Su primer partido allí fue el 29 de abril de 1997, cuando venció a Venezuela por 6-0 en un partido válido por las clasificatorias para Francia 1998.
Debido a la remodelación del Estadio Nacional, a fines de 2009 albergó los últimos partidos de Chile como local por las clasificatorias para Sudáfrica 2010 (ante Venezuela y Ecuador). La selección chilena enfrentó en partidos amistosos a Uruguay en noviembre de 2010, con motivo del centenario de la selección de Chile, y a Estonia en junio de 2011. Posteriormente, la Roja disputó allí dos encuentros por las clasificatorias para Brasil 2014 (ante Perú y Colombia), cuatro más por las clasificatorias para Rusia 2018 (ante Bolivia, Venezuela, Paraguay y Ecuador) y uno por las clasificatorias para Catar 2022 (ante Brasil).

### Estadio San Carlos de Apoquindo
Tras los arreglos del Estadio Nacional para los Juegos Panamericanos de 2023, el estadio de Universidad Católica fue escogido por la ANFP a mediados de 2021 para recibir partidos de la Clasificatorias. Recibió a las selecciones de Bolivia, Paraguay, Venezuela, Ecuador y Uruguay.

### Estadio Zorros del Desierto
En 2022 la selección chilena disputó por primera vez partidos por los puntos fuera de Santiago. El recinto de Calama fue el escogido para disputar el partido ante Argentina por las Clasificatorias para el Mundial de 2022, buscando aprovechar la ventaja deportiva que pudiera obtenerse por las condiciones climáticas y geográficas de la ciudad ubicada en el norte del país. Sin embargo, a pesar de la altura, la selección chilena no pudo vencer a la albiceleste.

### Complejo Deportivo Juan Pinto Durán
El Complejo Deportivo Juan Pinto Durán es el centro de entrenamiento y concentración de la selección chilena. Fue pedido por el entrenador Fernando Riera e inaugurado en 1961 en la comuna de Macul, en Santiago.

### Complejo Deportivo Fernando Riera
En frente del Complejo Deportivo Juan Pinto Durán, Marcelo Bielsa pidió habilitar una casona y tres canchas donde entrena el equipo sparring. La Roja utiliza este lugar para atender a la prensa.

## Palmarés

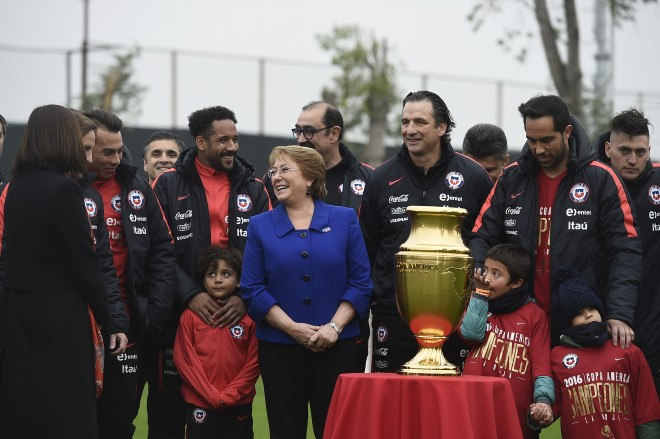
Juan Antonio Pizzi junto a la presidenta Michelle Bachelet y los jugadores que disputaron y ganaron el trofeo de la Copa América Centenario.

### Selección adulta

#### Torneos oficiales

##### Copa Mundial de Fútbol
- Tercer lugar (1): 1962.

##### Copa FIFA Confederaciones
- Subcampeón (1): 2017.

##### Copa América
- Campeón (2):  2015 y 2016.
- Subcampeón (4): 1955, 1956, 1979 y 1987.
- Tercer lugar (5): 1926, 1941, 1945, 1967 y 1991.

##### Campeonato Panamericano de Fútbol
- Subcampeón (1): 1952.[63]

#### Torneos amistosos
- Campeón Copa del Pacífico (7): 1965, 1968, 1971, 1983, 1988, 2006 y 2012.[64][65]
- Campeón Copa Bernardo O'Higgins (2): 1957 y 1966.[66]
- Campeón Copa Juan Pinto Durán (2): 1971 y 1979.[67]
- Campeón Copa Carlos Dittborn Pinto (1): 1973.[68]
- Campeón Copa Provoste (1): 1973.[69]
- Campeón Cuadrangular Internacional de Guayaquil (1): 1984.[70]
- Campeón Copa Independencia (1): 1985. (*)[71]
- Campeón Copa Expedito Teixeira (1): 1990.[72][73]
- Campeón Copa Canadá (1): 1995.[74]
- Campeón Copa Ciudad de Valparaíso (1): 2000.[75]
- Campeón Copa Ciudad de La Serena (1): 2011.[76]
- Campeón Copa 250 años Ciudad de Talcahuano (1): 2014.[77]
- Campeón China Cup (1): 2017.[78]
- Campeón Trofeo Colombino (1): 1992. (*)[79]

(*) Ganado por Chile XI

### Selección olímpica
Juegos Olímpicos
- Medalla de bronce en los Juegos Olímpicos de Sídney 2000.

Torneos Preolímpicos
- Medalla de plata en el Torneo Preolímpico Sudamericano de Ecuador 1984.
- Medalla de plata en el Torneo Preolímpico Sudamericano de Brasil 2000.

### Selección panamericana
Juegos Panamericanos
- Medalla de plata en los Juegos Panamericanos de Indianápolis 1987.
- Medalla de plata en los Juegos Panamericanos de Santiago 2023.
- Medalla de bronce en los Juegos Panamericanos de Buenos Aires 1951.
- Medalla de bronce en los Juegos Panamericanos de São Paulo 1963.

### Selección sub-23
Torneos amistosos
- Campeón Copa TVN (1): 1996.[80]
- Subcampeón Torneo Esperanzas de Toulon (1): 2008.

### Selección sub-21
Torneos amistosos
- Campeón Torneo Esperanzas de Toulon (1): 2009.

### Selección sub-20
Copa Mundial de Fútbol Sub-20
- Tercer lugar Copa Mundial de Fútbol Sub-20 (1): 2007.
- Cuarto lugar Copa Mundial de Fútbol Sub-20 (1): 1987.

Campeonato Sudamericano de Fútbol Sub-20
- Subcampeón Campeonato Sudamericano de Fútbol Sub-20 (1): 1975.
- Tercer lugar Campeonato Sudamericano de Fútbol Sub-20 (1): 1995.

Juegos Suramericanos
- Medalla de oro (1):  2018.

Torneos amistosos
- Campeón Torneo internacional de fútbol sub-20 de la Alcudia España (2): 1998 y 2015.[81]
- Campeón Torneo Cuadrangular Sub-20 (1): 2007.[82]
- Campeón Copa Centenario de la Batalla Naval de El Callao Perú (1): 1966.[83]
- Campeón Torneo Internacional Ecuador (1): 1984.[84]
- Campeón Suwon Cup Sub-20 Corea del Sur (1): 2007.[85]
- Campeón Torneo de Obendorf Sub-19 Alemania (1): 2012.
- Campeón Torneo SBS International Cup Japón (1):  2017.[86]
- Campeón Torneo Cuadrangular Sport For Tomorrow Paraguay (1):  2018.[87]

### Selección sub-17
Copa Mundial de Fútbol Sub-17
- Tercer lugar Copa Mundial de Fútbol Sub-17 (1): 1993.

Campeonato Sudamericano de Fútbol Sub-17
- Subcampeón Campeonato Sudamericano de Fútbol Sub-17 (3): 1993, 2017 y 2019.
- Tercer lugar Campeonato Sudamericano de Fútbol Sub-17 (1): 1997.

Torneos amistosos
- Campeón Copa Kairos (1): 1996.[88]
- Campeón cuadrangular Lafarge Foot Avenir Francia (1): 2017.[89][90]
- Campeón Torneo Internacional Provincial Osorno (1): 2025.[91]
- Tercer lugar Copa UC Sub-17 (2): 2011 y 2015.
- Cuarto lugar Copa UC Sub-17 (1): 2013.

### Selección sub-16
- Cuarto lugar Campeonato Sudamericano Sub-16 (1): 1985.

### Selección sub-15
Campeonato Sudamericano de Fútbol Sub-15
- Cuarto lugar Campeonato Sudamericano de Fútbol Sub-15 (2): 2007 y 2013.

Torneos amistosos
- Tercer lugar Copa UC Sub-17 (1): 2013.

### Selección de fútbol playa
Copa América de Fútbol Playa
- Medalla de bronce (2): 2022, 2025.

Juegos Bolivarianos de Playa
- Medalla de bronce en los Juegos Bolivarianos de Playa Chile 2016.

Torneos amistosos
- Campeón Copa Latina (1): 2010.

### Selección de fútbol calle
Copa Mundial de Fútbol Calle
- Campeón Copa Mundial de Fútbol Calle (3): 2012, 2014 y 2023.
- Subcampeón Copa Mundial de Fútbol Calle (3): 2010, 2018 y 2019.
- Cuarto lugar Copa Mundial de Fútbol Calle (3): 2013, 2016 y 2017.

Copa América de Fútbol Calle
- Campeón Copa América de Fútbol Calle (2): 2013 y 2014.

### Selección de fútbol 7
Copa América de fútbol 7
- Campeón Copa América de fútbol 7 (1): 2022.

### Selección de fútbol calle B (Chile B)
Copa América de Fútbol Calle
- Subcampeón Copa América de Fútbol Calle (1): 2013.

### Selección de fútbol indígena
Copa Americana de Pueblos Indígenas
- Tercer lugar Copa Americana de Pueblos Indígenas (1): 2015.

## Filmografía
| Año  | Título            | Notas               | Ref(s)        |
| ---- | ----------------- | ------------------- | ------------- |
| 2010 | Roja íntima       | Documental          | [ 92 ]        |
| 2010 | Ojos rojos        | Película documental | [ 93 ] [ 94 ] |
| 2014 | El sueño de todos | Película documental | [ 95 ] [ 96 ] |